# 猫のひたいほどワイド
『猫のひたいほどワイド』（ねこのひたいほどワイド）は、2016年4月4日から首都圏トライアングル加盟局で放送されているテレビ神奈川（tvk）制作の地域情報バラエティ番組である。略称は『猫ひた（ねこひた）』。放送時間は、tvkは祝日を除いて月 - 木曜日の12:00 - 13:30（JST）、首都圏トライアングル加盟局としてネットしているテレビ埼玉（テレ玉、TVS）と千葉テレビ放送（チバテレ、CTC）は祝日を除いて月 - 木曜日の12:00 - 12:30（JST）である。2017年4月7日から2018年9月28日までtvkのみ、祝日を除いて金曜日の12:00 - 12:15（JST）枠で収録番組の『猫ひたプラス』が放送されていた。2020年3月30日より番組の一部を再放送している。

## 番組解説

### 前史と概要
2011年4月4日から5年間放送された情報番組『ありがとッ!』の後継番組であり、80年代の『TVグラフィックおしゃべりトマト』から始まり、『たてながHAMA大国』、『HAMA大国』、『とっておき自遊食感ハマランチョ→1230アッと!!ハマランチョ』、『ありがとッ!』へ連綿と継続しているテレビ神奈川の昼の看板ワイド番組でもある。番組名は、「猫のひたいほど」狭い範囲の神奈川県エリアに関する情報を「ワイド」に届けるものを意味する。『ありがとッ!』の出演者は声優、モデル、元スポーツ選手など多種多様であったが、本番組は若手俳優を中心としている。『ありがとッ!』の木曜レギュラーだった佐々木依里は「やさしさヨコハマ発PAX NATURON」のリポーターとして引き続き出演している。当番組で放送されているコーナーの一部は『ありがとッ!』からそのまま継続されたり、『ありがとッ!』の企画をリニューアルして放送されている。
『ありがとッ!』と同様に12:00開始だが、終了が『HAMA大国』（1999年4月）から『ありがとッ!』までは14:00終了だったが、本番組では13:30終了になった。このため『ありがとッ!』の放送時間は120分だったが、本番組では『1230アッと!!ハマランチョ』以来5年ぶりに放送時間が90分になった。祝日はこれまで通り休止だが、2023年9月18日と2023年11月23日のみ「祝日放送SP！」として放送された。
『TVグラフィックおしゃべりトマト』から『ありがとッ!』までは金曜日も放送されていたが、本番組は月 - 木曜日のみの放送になった。金曜日の同時間帯は2016年4月から2018年3月までは時代劇が放送されていたが、2018年4月から『あっぱれ!KANAGAWA大行進』（再放送）が放送されている。金曜日が廃止される代わりに土曜20時枠で生ワイド番組の『サタミンエイト』が放送されていたが、2017年3月25日で終了し、2017年4月以降生ワイド番組枠は当番組のみとなった。「首都圏トライアングル枠」も月曜から木曜のみとなる（金曜の当該時間は、各局で別々の番組を放送）。 
『ありがとッ!』以前から引き続き、番組の冒頭30分を「首都圏トライアングル枠」として南関東の独立局にネットしている（詳細後述）番組オープニング後のMC自己紹介後、tvk女性アナウンサーが千葉・埼玉にネットしている旨と首都圏トライアングルロゴが表示される。千葉テレビの略称は現在「チバテレ」を用いているが、本番組でも『ありがとッ!』と同様に旧略称の「tvk・テレ玉・チバテレビ」と表記している。
スタジオは前々番組の『とっておき自遊食感ハマランチョ→1230アッと!!ハマランチョ』→前番組『ありがとッ!』と同様、tvk本社にある横浜メディア・ビジネスセンター (Yokohama MBC) の1階「ヨコハマNEWSハーバー」から公開生放送されていたが、2021年4月5日放送より第2スタジオへ生放送スタジオの変更と同時に、観覧が廃止になった。tvkの昼の情報番組が第2スタジオからの放送になるのは、『とっておき自遊食感ハマランチョ』のtvkローカル枠『かなタイム』（2006年4月から7月上旬までは、1階プラザをヨコハマNEWSハーバーに改装するため全編）以来14年9ヶ月ぶりで、「ヨコハマNEWSハーバー」で放送されていた番組が第2スタジオに変更されるのは、当時平日帯番組として放送されていて、現在は金曜のみ放送されている『tvk NEWSハーバー』以来12年ぶりとなる。また、tvkにおいて昼の情報番組の観覧ができないケースは、『とっておき自遊食感ハマランチョ』のtvkローカル枠『かなタイム』以来14年9ヶ月ぶりで、全編にわたって一般の観覧が出来なくなるのは、tvk移転前の山下町社屋時代に放送の『HAMA大国』以来17年ぶりのことである。なお、番組ではこのスタジオを「tvk猫ひたスタジオ」と称する。
番組開始から2020年10月まで、火曜の番組の冒頭30分（首都圏トライアングル枠）のみ東京書籍がスポンサーとして提供していた。
毎年10月から翌年3月までの期間限定で木曜の番組の冒頭30分（首都圏トライアングル枠）（2016年度のみ12:30からの30分間）のみ崎陽軒がスポンサーとして提供している。2017年10月から12月まで火曜の番組の冒頭30分（首都圏トライアングル枠）のみ東京書籍に加え宝幸がスポンサーとして提供していた。
2020年度の木曜の12:30からの約24分間のみkamiyaがスポンサーとして提供。2024年8月に更新された公式ホームページには、崎陽軒・クレイン不動産・神奈川県民共済・秋水社・JA横浜・セレモニア平安会館・パックスナチュロン・ファミリーマート・ライオンがスポンサーとして記載されている。
2022年4月より岡村アナウンサーの出演曜日の変更によって、前番組『ありがとッ!』から続いていた女性アナウンサーの月曜日〜木曜日の週4日出演が廃止になった。また、1曜日のみアシスタントが別の人が担当するのは、前番組『ありがとッ!』でのトーマスサリー（当時tvkアナウンサー）が金曜MCを担当して以来だが、木曜日のみの担当では『1230アッと!ハマランチョ』で2008年度の三浦綾子（当時tvkアナウンサー）以来となる。また、『あっぱれ!KANAGAWA大行進』に出演している女性アナウンサーが昼の情報番組のアシスタントを担当するのは、前番組『ありがとッ!』で2015年7月から同年9月まで金曜MCを務めた久本真菜（当時tvkアナウンサー）以来6年半ぶりとなる。
照井七瀬アナウンサーが出演していた『あっぱれ!KANAGAWA大行進』が2025年3月29日で終了に伴い、2025年4月から照井七瀬アナウンサーが木曜日のみから月曜日・火曜日の2曜日出演となり、岡村アナウンサーは月曜日〜水曜日の週3日出演から水曜日・木曜日の2曜日のみの出演に伴い、2025年4月4日から金曜のみ『News Link』のメインキャスターとして出演。これにより岡村アナウンサーは2022年3月以来3年ぶりに木曜アシスタントに復帰することになった。女性アナウンサーが週2日出演になるのは前々番組『1230アッと!ハマランチョ』での尾辻舞（当時tvkアナウンサー）が火曜日・木曜日の2曜日出演だった2010年度以来で、女性アナウンサー2人が週2日を担当するのは『1230アッと!ハマランチョ』で、2009年11月から2010年3月まで中村理恵（当時tvkアナウンサー）が月曜日・水曜日の2曜日と三浦綾子（当時tvkアナウンサー）が木曜日・金曜日の2曜日を担当して以来となる。

### 主な出来事

#### 2016年度（1年目）
- 2016年4月4日、放送開始。
- 2016年5月29日、tvk「秋じゃないけど収穫祭 2016」内でトークショーを開催[3]。
- 2016年9月26日、月曜イエローの天野が卒業。
- 2017年3月26日、関内ホール 大ホールにて「猫のひたいほどワイド 祝1周年感謝祭 〜出会えた奇跡乾杯〜」が開催され、同年3月31日の20:00 - 20:55枠で「猫のひたいほどワイド 祝1周年感謝祭スペシャル」として特番が放送された。
- 2017年3月をもって、月曜レッドの蒼木と月曜ブルーの村田と木曜イエローの佐伯が卒業。

#### 2017年度（2年目）
- 2017年4月7日から、毎週金曜日の12:00 - 12:15枠で『猫ひたプラス』が放送される。同番組は木曜日（放送日前日）の生放送終了後に収録した番組でtvkのみの放送となる。『猫ひたプラス』では、月 - 木曜日の「猫ひたインフォ」と同様に、神奈川県内各市町村の催し物などの情報を紹介する。『猫ひたプラス』も祝日は休止となる。
- 2017年6月12日から6月15日まで、tvk開局45周年を記念して「ヤルジャン!45 スペシャルウイーク」として放送された。
- 2017年9月11日から9月14日まで、平日23:30 - 24:00枠で放送されている『関内デビル』とのコラボウィークとして放送された。
- 2018年3月3日、藤沢市民会館 大ホールにて「猫のひたいほどワイド 祝2周年感謝祭 〜お雛様からの挑戦状〜」が開催され、同年3月31日の20:00 - 20:55枠で「猫のひたいほどワイド 祝2周年感謝祭スペシャル」として特番が放送された。
- 2018年3月をもって、月曜レッドの和田と木曜イエローの木津が卒業。

#### 2018年度（3年目）
- 2018年4月から、新たに6人が「猫の手も借り隊」として加入すると共に（ただし2人卒業しているため全体としては4人増）、月曜イエローの今川、火曜イエロー山形、水曜ブルーの小早川、水曜イエローの谷水の4人は、出演する曜日が変更された。同年4月からレジェンドは各曜日の「猫の手も借り隊」隊長に就任し、色も新しくブラックとなった。
- 2018年5月27日、tvk「秋じゃないけど収穫祭 2018」内でトークショーを開催。
- 2018年9月26日をもって、水曜イエローの今川が卒業し、同年10月3日から北川尚弥が新水曜イエローとして加入した。
- 2018年9月28日をもって、『猫ひたプラス』は終了した。
- 2018年11月21日の14:00から、2019年3月9日に行われる「猫のひたいほどワイド 祝3周年感謝祭 ～バッジより大切なもの～」の第2部（ドラフト編）のドラフト会議を行なった。当日の放送に水曜MCの三上以外のMCもゲストとして出演した。
- 2019年3月9日、関内ホール 大ホールにて「猫のひたいほどワイド 祝3周年感謝祭 〜バッジより大切なもの〜」が開催され、同年3月31日の16:00 - 16:55枠で「猫のひたいほどワイド 祝3周年感謝祭スペシャル」として特番が放送される。ドラフト編では初代月曜レッドの蒼木陣が登場した。
- 2019年3月をもって、月曜MCの八神、月曜レッドの石原、月曜イエローの中村、火曜レッドの石渡、火曜ブルーの赤澤、火曜イエローの長田、木曜レッドの青木が卒業。

#### 2019年度（4年目）
- 2019年4月から、新たに7人が「MC」または「猫の手も借り隊」として加入すると共に、水曜イエローの北川は、出演する曜日が変更された。
- 2019年5月26日、tvk「秋じゃないけど収穫祭 2019」内でトークショーを開催。
- 2019年7月2日をもって、火曜ブルーの水石が卒業。
- 2019年8月から同年9月19日までの期間限定で、木曜ブルーの山形が火曜と木曜の週2日出演。
- 2019年9月をもって、月曜イエローの北川が卒業。
- 2019年10月から、林勇輝が月曜イエローとして、梶田冬磨が火曜イエローとして加入すると共に、火曜イエローの宮本は、火曜ブルーに変更され、2019年8月から火曜パープルとして不定期で出演していた井深克彦が準レギュラーとして加入。
- 2019年12月2日～12月5日のスペシャルウィーク期間中、22:00 - 22:55に番組の一部を再放送した。昼の情報番組で再放送を行うのは『HAMA大国』以来約19年ぶりである（夜間では初）[4][5][6][7]。
- 2020年1月14日、火曜MC小林且弥が体調不良のため休みとなり、火曜ブラック大矢剛康が緊急MCに指名され番組を進行。火曜パープル井深克彦がブラック大矢に代わり潜入リポートの進行役となった。
- 2020年2月17日オープニングで、月曜MC久保田悠来と月曜レッド服部想之介が、同年3月をもって卒業することが発表され、同年3月23日に卒業した。
- 2020年2月18日オープニングで、火曜ブルー宮本弘佑が、同年3月をもって卒業することが発表され、同年3月24日に卒業した。
- 2020年2月19日オープニングで、水曜ブルー朝日奈寛と水曜イエロー滝澤諒が、同年3月をもって卒業することが発表され、同年3月25日に卒業した。
- 2020年2月20日オープニングで、木曜MC藤田玲と木曜レッド太田将熙、木曜イエロー山下永玖が、同年3月をもって卒業することが発表され、同年3月26日に卒業した。
- 3月2日から、新型コロナウイルスの感染予防のため、番組観覧を中止[8]。
- 2020年3月14日に関内ホール 大ホールにて開催される予定だった「猫のひたいほどワイド 祝4周年感謝祭 〜ホワイトナイトの贈り物〜」も新型コロナウイルスの感染予防のため、中止となった。

#### 2020年度（5年目）
- 2020年3月30日から、新たに8人が「MC」または「猫の手も借り隊」として加入し、2019年3月に卒業した石渡真修が1年ぶりに「猫の手も借り隊」火曜ブラックとして復帰すると共に、水曜レッドの奥谷は月曜に異動し、月曜ブラックの小早川は2年ぶりに水曜に再異動し、月曜ブルーの谷水、月曜イエローの林、火曜ブラックの大矢、水曜ブラックの太田は色が変更された[9]。
- 2020年3月30日から、22:00 - 22:55に再放送を開始。これまで再放送は2019年12月2日～5日のスペシャルウィークのみ行われたが、この日より本格的に再放送を行う（放送内容は12:00 - 12:55のもの）[9]。
- 2020年3月30日から、オープニング・番組セット・テロップ・タイムテーブルが変更された。
- 2020年4月6日から4月27日まで、新型コロナウイルスの感染予防のため、猫の手も借り隊は1～2名のみの出演となり、猫の手も借り隊のブラックの着席する位置も変更された。2020年4月20日から23日までは、猫の手も借り隊はスタジオに1名のみ出演し、もう1人（23日のみ2人）は自宅から中継での出演になった。2020年4月27日は、スタジオにアシスタントの岡村と猫の手も借り隊月曜ブルーの林のみ出演し、MCの松田は自宅から中継で出演した。
- 2020年4月28日から同年5月28日まで、全員での出演となったが、新型コロナウイルスの感染予防のため、猫の手も借り隊はスタジオに1～2名のみ出演し、残りの猫の手も借り隊は自宅から中継での出演。
- 2020年6月1日から出演者全員でのスタジオ出演が復活し、通常の潜入リポートも復活した。
- 2020年6月15日から、中止されていた番組観覧が再開された。ただし2020年6月15日から6月18日までと2020年8月3日から10月1日までの間、神奈川県在住・神奈川に在勤している人のみに限定されていた。
- 火曜イエロー梶田が、2020年6月30日付で清川村PR大使に就任。清川村の岩澤吉美村長が番組に出演し委嘱状を手渡した[10]。
- 2020年度開始に合わせて、各曜日放送前の11時30分頃よりLINE LIVEを使った動画配信を開始。また、同じくLINE LIVEで5月21日よりトライアルを2回経て「猫のひたいほどRADIO」を木曜放送終了後の18時頃より生配信している[11]。
- 一都三県に対する緊急事態宣言再発出に伴い、2021年1月18日放送より番組観覧が中止[12]となっていたが、3月22日〜25日放送分の番組観覧再開について、3月19日に発表がされた[13]。
- 2021年1月18日放送より借り隊のリモート出演が再開された。同年3月2週目の放送より、自宅（もしくは事務所）からのリモート出演ではなく、tvk局内の別室や『News Link』で使用している第2スタジオからのリモート出演となった。潜入リポートの有無など番組進行状況によりスタジオと別室からの出演が入れ替わることもある。緊急事態宣言解除により3月22日放送よりリモート出演がなくなった。
- 2021年2月8日緊急事態宣言延長に伴い、3月7日に開催を予定していた「猫のひたいほどワイド 祝5周年記念感謝祭 〜不良猫の青い春〜」の開催延期が発表された[14]。
- 2021年2月15日放送にて、月曜MC松田悟志、ブラック谷水力、ブルー林勇輝の3名が同年3月をもって卒業すると発表。3月22日放送で卒業した。
- 2021年2月16日放送にて、火曜パープル井深克彦が同年3月をもって卒業すると発表。3月23日放送で卒業した。
- 2021年2月17日放送にて、水曜ブラック小早川俊輔、レッド太田裕二の2名が同年3月をもって卒業すると発表。3月24日放送で卒業した。
- 2021年2月18日放送にて、木曜ブラック竹内寿、レッド内海啓貴、ブルー山形匠の3名が同年3月をもって卒業すると発表。3月25日放送で卒業した。
- 2021年3月2日放送にて、2月2日から体調不良で休んでいた火曜MC小林且弥が持病の悪化により治療に専念するため、芸能活動の休止と番組を降板するが発表された。小林が最後にMCを務めたのは1月19日。1月26日は、仕事で休みのため、根岸佑舗がMCとして出演した。小林が体調不良で休んでいた期間である1月26日から2月23日までの3週間と3月2日は、前番組『ありがとッ!』で金曜MCを務めた根岸佑輔（tvkアナウンサー）がMCとして出演し、2月16日は木曜MC井上正大が出演した。降板発表後の3月9日のオープニングにて、同日より2020年度最終週までは水曜MC三上真史が出演すると発表された。
- 2021年3月12日のプレスリリースにて[15]、前述の火曜MCについては鎌苅健太が4月より就任することが発表され、あわせて松田に代わる月曜MCに細貝圭が就任する。また、猫の手も借り隊の新体制についても発表され、ブラックの廃止・グリーンの新設が発表された（ブラックの中で唯一2021年4月以降も出演する火曜の石渡真修は、レッドに変更）。
- 開催延期となっていた「猫のひたいほどワイド 祝5周年記念感謝祭 〜不良猫の青い春〜」について、2021年7月3日に開催することが発表された[16]。
- 前番組『ありがとッ!』及び当番組開始時からプロデューサーを務めていた古矢智一が2021年3月いっぱいで番組を離れ、次年度からは渡辺史門がプロデューサーを務める。
- 2021年3月29日から4月1日は放送休止。

#### 2021年度（6年目）
- 2021年度より生放送スタジオ変更により、番組観覧がなくなると発表される[17]。
- 2021年4月5日放送から、MC2名、猫の手も借り隊新色グリーン4名を含めた新メンバー9名が加入。またブラック廃止で石渡真修のカラー変更と大城光の出演曜日が変更された。
- 2021年4月5日放送より、本来は報道番組用のtvk第2スタジオから放送となったため、報道番組用の固定セットやテーブルに番組セットのパネル材を配置・装飾をしている。またオープニング映像も変更になり、番組マスコットの猫が神奈川県の名所を巡るアニメーションになった。セット変更に伴って、猫の手も借り隊は前番組『ありがとッ！』と同様、4名のうち2名が交代での出演になった。また、潜入リポート開始時に使用していた猫をモチーフにした神奈川県地図ボードと借り隊カラーの魚マグネット、猫ひたニュースのボードは使用せず、モニターに表示するようになった。なお、大型連休に伴う放送休止明けの5月10日放送より潜入場所表示の地図に「神奈川県（かにゃがわけん）」と記載されるようになった。
- 2021年4月19日放送より、オープニング時に画面右上にある放送スタジオの表示が「tvk第2スタジオ」から「tvk猫ひたスタジオ」へ変更された。
- 愛知県に緊急事態宣言が発出されたことにより、2021年5月13日放送より木曜レッド大城と木曜イエロー林は長距離移動自粛により、リモート出演となる。緊急事態宣言解除後の6月24日放送よりイエロー林が、7月8日放送よりレッド大城がスタジオ出演復帰となった。
- 2021年5月26日に番組開始から900回目の放送を迎えた。
- 2021年7月3日に開催延期となっていた「猫のひたいほどワイド 祝5周年記念感謝祭 〜不良猫の青い春〜」がKT Zepp Yokohamaにて開催された。また感謝祭としては初めて第一部と第二部ともニコニコ生放送において同時生配信が行われた。
- 2021年8月16日放送より、アシスタント席にタブレット端末を設置、借り隊リポートやMCコーナー終わり、メッセージ紹介のタイミングでTwitterでの反応を岡村アナウンサーが紹介するようになった。
- 2021年12月20日から12月23日の4日間は放送1000回記念のスペシャルウィークとして、tvk本社にある横浜メディア・ビジネスセンター (Yokohama MBC) 1階「ヨコハマNEWSハーバー」から公開生放送と期間限定でスタジオ観覧も復活[18]。なお公開生放送は2021年3月25日以来およそ9ヶ月ぶりとなる。
- 2021年12月22日に通算放送回数が1000回を迎えた。なお、アシスタントの岡村アナウンサーも全放送回出演しており、同日1000回出演を達成した。
- 2022年2月21日放送にて、月曜ブルー曽田陵介が同年3月をもって卒業することを発表。3月28日の放送で卒業した。
- 2022年2月24日放送にて、木曜イエロー林拓磨が同年3月をもって卒業することを発表。3月31日の放送で卒業した。
- 2022年3月2日放送にて、水曜レッド牧野諒、水曜グリーン糠信泰州の2名が、同年3月をもって卒業することを発表。3月30日の放送で卒業した。
- 2022年3月5日に関内ホール 大ホールにて「猫のひたいほどワイド 祝6周年感謝祭 〜キミ色に染まり隊〜」が開催された。なお、前年度と同様にニコニコ生放送にて同時生配信が行われた。また、感謝祭の終了時に2022年度の猫の手も借り隊の異動や色変更を含む新体制が発表された。この変更によって新メンバーは全てグリーンになることが判明したが氏名等の発表はなかった。

#### 2022年度（7年目）
- 2022年3月25日に猫の手も借り隊グリーン新メンバー4名加入発表。同時にアシスタントは、岡村アナウンサーは月曜日〜水曜日担当、木曜日は新アシスタントが担当することが発表された[19]。
- 2022年3月28日放送にて、岡村アナウンサーより新年度の体制についてアナウンスがあり、木曜日アシスタントは新アナウンサーが担当することが発表された。
- 2022年4月4日公式ホームページが更新され、アシスタントに照井七瀬アナウンサーが木曜アシスタントとして掲載、4月6日放送のtvkニュースに照井アナウンサーが出演し、ニュース終了後に岡村アナウンサーから正式に木曜担当アシスタントとして公表された。
- 2022年4月7日の放送で、2020年5月21日から毎週木曜放送終了後の18時頃よりLINE LIVEで生配信していた「猫のひたいほどRADIO」が不定期になることが発表された。
- 2022年4月29日・30日、海老名ビナウォークでスペシャルライブを開催。4月29日は木曜日の出演者全員と岡村アナウンサー、4月30日は火曜日の出演者全員が出演した。
- 2022年5月29日、tvk「かながわMIRAIストリート」内でトークショーを開催。また、同イベント内で火曜レッドの大矢剛康が2022年6月20日から6月23日に開催の「猫のひたいほどワイド　THEミュージアム」のアンバサダーに就任することが発表された。
- 2022年6月19日から6月25日まで、tvk開局50周年「感謝のカタチウイーク」として、当番組では2022年6月20日から6月23日までの4日間を「おいしい野菜ウイーク」として放送され、同4日間はtvk本社にある横浜メディア・ビジネスセンター (Yokohama MBC) 1階「ヨコハマNEWSハーバー」で50名限定でパブリックビューイングと、「猫のひたいほどワイド　THEミュージアム」が開催された。
- 2022年8月11日に、ニコニコ生放送で「猫のひたいほどワイドチャンネル」が開設され、2022年8月15日から週1回生放送終了後に、アフタートークを曜日交代で生配信している。
- 2022年9月27日の放送で火曜イエローの梶田冬磨について2022年9月16日に急逝していたことが、所属事務所から本人のSNSを通じ公表され番組内でも報告された。借り隊としては2023年3月28日の放送で卒業。
- 2022年11月3日から11月6日までの4日間、県民共済みらいホールで猫ひた初の朗読劇「銀岩塩×猫のひたいほどワイド READING STAGE『土砂降りの森よおしえて僕の膝に住んでいた銀色の猫のゆくえ』」が開催された。なお、火曜イエロー梶田冬磨の急逝によって梶田の出演予定回は、火曜MC鎌苅健太及び木曜MC井上正大が代役として出演した。
- 2023年2月20日放送にて、月曜MC細貝圭が同年3月をもって卒業することを発表。3月27日の放送で卒業した。
- 2023年2月22日放送にて、水曜イエロー大倉空人が同年3月をもって卒業することを発表。3月29日の放送で卒業した。
- 2023年3月4日に関内ホール 大ホールにて「猫のひたいほどワイド祝7周年感謝祭 〜激動のうねり/信念の鼓動〜」が開催された。なお、前年度と同様にニコニコ生放送にて同時生配信が行われた。今感謝祭には木曜に月1回出演しているスベリー・マーキュリーも第1部・第2部ともに出演。また水曜ブルー牧田が体調不良のため、第1部は途中で退席しオープニングと写真撮影のみ出演、第2部は開始前に出演取りやめる旨アナウンスがあり不参加となった。また前年度同様感謝祭の終了時に2023年度の猫の手も借り隊の異動や色変更を含む新体制が発表された。この変更によって新メンバーは月曜MCと水曜・木曜グリーンになることが判明したが氏名等の発表はなかった。
- 2023年3月20日から同月31日まで、tvk開局50周年記念イベントの一環として、期間限定で在京民放キー局5社が共同運営しているTVerでの配信を行った[20][21]。なお、本番組は日本テレビが運営している無料動画配信サービス「日テレ無料TADA!」に提供しており、TVerでは更にその供給を受ける形で配信されている。この経緯から、TVerでは日本テレビ系列の番組として扱われていた[22]。
- 2023年3月31日のLINE LIVEサービス終了に伴い、2020年度より続いていた生放送開始前の配信は2022年度をもって終了となった。なお、同様にLINE LIVEで配信されている「猫のひたいほどRADIO」については3月23日の配信で一旦終了となるが、別媒体での配信方法を検討しているとのことが告げられた。

#### 2023年度（8年目）
- 2023年3月3週（20日〜23日）の放送内において、2023年4月3日からの新月曜MC及び猫の手も借り隊新メンバー2名が発表された[23]。
- 昨年度までLINE LIVEで行われていた放送前生配信は、4月3日放送よりInstagramの配信機能（インスタライブ）を使用して行われる。また、猫のひたいほどRADIOに関しては今年度はニコニコ生放送「猫のひたいほどチャンネル」で配信をすることが4月6日放送内でアナウンスされた。
- 2023年6月26日から同年7月6日までの2週間限定でスタジオが「猫ひたスタジオ」（第2スタジオ）から第1スタジオに変更された。また、この期間のみテーブルとイスは『News Link』と共用ではなく、当番組で2018年4月から2021年3月までMC席で使われていたテーブルとイスに変更されている。
- 通常祝日は放送休止だが、2023年9月18日は『祝日放送SP！』として放送された。テレビ神奈川の昼の看板ワイド番組が祝日に放送されるのは前番組『ありがとッ!』で2014年11月24日に『ありがとッ!ホリデースペシャル』として放送されて以来約8年10ヶ月である。同日のみ2023年6月26日から同年7月6日までと同様第1スタジオから放送され、同日限定だが2021年12月23日以来およそ2年ぶりに40人限定でスタジオ観覧も復活した。同日限定で猫の手も借り隊も全員出演した。ただし、前半30分のみのネットを行う首都圏トライアングル局では放送されず、全編神奈川ローカルでの放送。
- 2023年9月25日から9月28日は放送休止。
- 2023年10月10日のオープニングで重大発表として同日から火曜イエロー拓郎が本名である沖拓郎に改名した。
- 2023年11月20日から11月23日の4日間は「かにゃがわのおいしいランチ うまいもん祭！2023」として、猫の手も借り隊がスタジオに3名出演し、残りの1人が県内の道の駅などから生中継で出演した。11月23日のみ木曜グリーン双葉がスケジュールの都合で潜入リポート（VTR）のみの出演となった。
- 2023年11月23日は、今年度2度目の祝日放送となった。同日のみ2023年9月18日の祝日放送と同様第1スタジオから放送され、同日のみ40人限定でスタジオ観覧も復活した。テレビ神奈川の昼の看板ワイド番組が勤労感謝の日に放送されるのは前番組『ありがとッ!』で2011年11月23日に『ありがとッ!ホリデースペシャル』して放送されて以来12年ぶりだが、振替休日を含めると前番組『ありがとッ!』で2014年11月24日に『ありがとッ!ホリデースペシャル』として放送されて以来9年ぶりである。また、これまでの祝日放送では、全編神奈川ローカルでの放送だったが、今回の祝日放送では、テレ玉のみ、前半30分のみのネットされた。
- 2024年1月27日の20:00 - 20:55枠で「猫のひたいほどワイドSP 〜猫旅 in 岩手〜」として特番が放送された。
- 2024年2月26日放送にて、月曜MC鈴木勝吾と月曜グリーン岡田翔大郎が同年3月をもって卒業することを発表。3月25日の放送で卒業した。
- 2024年2月28日放送にて、水曜MC三上真史と水曜イエロー早瀬圭人が同年3月をもって卒業することを発表。3月27日の放送で卒業した。
- 2024年2月29日放送にて、木曜イエロー石川悠人と木曜グリーン双葉小太郎が同年3月をもって卒業することを発表。3月28日の放送で卒業した。
- 2024年3月20日は、今年度3度目の祝日放送で、県民共済プラザビルからの出張生放送となった。テレビ神奈川の昼の看板ワイド番組でtvk以外の場所から放送されるのは、前番組『ありがとッ!』で2014年11月24日の『ありがとッ!ホリデースペシャル』以来約9年5ヶ月ぶりである。同日のみ猫の手も借り隊はグリーン田倉以外の3人が出演。ただし、前半30分のみのネットを行う首都圏トライアングル局では放送されず、全編神奈川ローカルでの放送。
- 2024年3月23日に関内ホール 大ホールにて「猫のひたいほどワイド 祝8周年感謝祭 〜イタズラ猫の絶対距離〜」が開催された。なお、ニコニコ生放送において開幕前及び閉幕後の舞台裏と感謝祭本編の生配信が行われた。また前年度同様、木曜に月1回出演しているスベリィ・マーキュリーが第1部・第2部ともに前説及び後説で出演、感謝祭終了時に2024年度の猫の手も借り隊の異動や色変更を含む新体制が発表されたが、新体制に伴う月曜・水曜MC及び借り隊新メンバーの発表はされなかった。
- 2024年3月31日の19:00 - 19:30枠で「猫のひたいほどワイドSP 〜猫旅 in 台湾〜」として特番が放送された。
- 2024年4月1日から4月4日は放送休止。

#### 2024年度（9年目）
- 2024年3月25日の放送内において、2024年4月からの月曜・水曜新MC及び猫の手も借り隊新メンバー4名が発表された。また同日のニュースリリースでは2024年度新体制は4月8日からスタートとなることが合わせて発表された[24][25]。
- 2024年5月25日と26日に行われるかながわMIRAIストリートにあわせて、5月25日（11:59 - 12:59）に、火曜MC鎌苅・月曜イエロー木村・火曜グリーン川崎・水曜ブルー白又・木曜レッド朝田・tvk岡村アナが出演し、かながわMIRAIストリート会場と猫ひたスタジオを結んだ中継をメインに生放送を行った。なお番組として土曜日に生放送を行ったのは今回が初となる。
- 2024年8月2日に番組公式サイトがリニューアルされた。
- 2024年8月5日放送より「猫ひたスタジオでやってみよう」のコーナー時間が変更された。
- 2025年2月17日放送にて、月曜ブルー瀧澤翼、月曜イエロー木村魁希、月曜グリーン小林希大、木曜ブルー植村颯太、木曜グリーン田中楓馬の5名が同年3月をもって卒業することを発表。
- 2025年3月8日に関内ホール 大ホールにて「猫のひたいほどワイド 祝9周年感謝祭 ～蒼天へのRUNWAY～」が開催された。ニコニコ生放送において開幕前及び閉幕後の舞台裏と感謝祭本編の生配信が行われた。前年度と同様にスベリィ・マーキュリーが第1部・第2部ともに前説及び後説で出演。また、感謝祭終了時に2025年度の猫の手も借り隊の曜日異動や色変更を含む新体制が発表されたが、これまでと同様に新メンバーの発表はされなかった。
- 2025年3月20日は今年度唯一の祝日放送。スベリィ・マーキュリーを含めた木曜日メンバーが全員出演。番組の生放送は通常通りtvkスタジオから行われるが、県民共済みらいホールにおいて「猫のひたいほどワイド Holiday Special パブリックビューイング & アフタートークイベント」が開催された。
- 2025年3月24日の放送にて、月曜ブルー瀧澤翼、月曜イエロー木村魁希、月曜グリーン小林希大の3名が卒業した。
- 2025年3月27日放送にて、木曜ブルー植村颯太、木曜グリーン田中楓馬の2名が卒業した。
- 2025年3月31日から4月3日は放送休止。

#### 2025年度（10年目）
- 2025年3月24日の放送内において、2025年4月からの猫の手も借り隊新メンバー5名とアシスタント2名の担当曜日変更が発表された[26]。
- 2025年5月24日と25日に行われるかながわMIRAIストリートにあわせて、5月24日（11:59 - 12:59）に、火曜MC鎌苅・火曜グリーン朝田・水曜レッド大城・木曜イエロー松永・木曜グリーン川崎・tvk岡村アナ及び照井アナが出演し、かながわMIRAIストリート会場と猫ひたスタジオを結んだ中継をメインに生放送を行った。土曜日に生放送を行ったのは2024年度に続き2度目となる。

## 出演者

### 2025年度の出演者
| 月曜日                     | 火曜日   | 水曜日     | 木曜日     |
| MC                         | MC       | MC         | MC         |
| -------------------------- | -------- | ---------- | ---------- |
| 村上幸平                   | 鎌苅健太 | 山本匠馬   | 井上正大   |
| アシスタント               |          |            |            |
| 照井七瀬                   | 照井七瀬 | 岡村帆奈美 | 岡村帆奈美 |
| 猫の手も借り隊（レッド）   |          |            |            |
| 石渡真修                   | 奥谷知弘 | 大城光     | 赤羽流河   |
| 猫の手も借り隊（ブルー）   |          |            |            |
| 大矢剛康                   | 畠山理温 | 牧田習     | 白又敦     |
| 猫の手も借り隊（イエロー） |          |            |            |
| 真田理希                   | 黒田昊夢 | 石原知哉   | 松永有紘   |
| 猫の手も借り隊（グリーン） |          |            |            |
| 田倉暉久                   | 朝田淳弥 | 沖拓郎     | 川崎槙吾   |

猫の手も借り隊は2021年度より、レッド・ブルー・イエロー・グリーンの4名で構成され、4名中2名が交代でスタジオ出演。
2018年度から2020年度までは、ブラック・レッド・ブルー・イエローの4名構成で、ブラックは2017年度までの歴代レジェンドが就任、各曜日の借り隊・隊長に相当（レジェンドについては潜入リポート欄参照）する。2020年度は、初代レジェンド大矢と2代目レジェンド太田はブラック就任前と同じ色に戻り、月曜ブラック小早川は水曜ブラックに変更され、新月曜ブラックには2019年の年間チャンピオンで月曜ブルーだった谷水が就任し、新火曜ブラックには2017年4月から2019年3月まで火曜レッドとして出演していた石渡真修が就任した。2021年3月をもってブラックは廃止された。放送が始まった2016年度から2017年度はレッド・ブルー・イエローの3名構成だった。
各曜日レギュラーがスケジュールの都合で出演できない場合はホームページ上で事前に案内される。2018年3月までは猫の手も借り隊が休みの場合は原則、同色の他の曜日レギュラー（例：月曜レッドが休みの際は水曜レッド）が代役を担当していた。2018年4月から2021年3月までは猫の手も借り隊のブラックが休みの場合は、他の曜日のブラックが代役を担当するが、ブラック以外の猫の手も借り隊が休みの場合は、代役を設けずに残りの猫の手も借り隊のみの出演となっていた。2021年度以降、出演する借り隊が2名体制になってからは、同一曜日の出演予定ではなかった借り隊が代理で出演することが多い。その場合特に周知されることはないが、放送直前のツイートや生配信で知らされることもある。

### 過去

#### MC
- 八神蓮（月曜MC：2016年4月4日 - 2019年3月25日）番組卒業後の2019年10月2日と2021年4月5日[27]はゲストとして出演。
- 久保田悠来（月曜MC：2019年4月1日 - 2020年3月23日）
- 藤田玲（木曜MC：2016年4月7日 - 2020年3月26日）番組卒業後、2021年7月3日開催の「猫のひたいほどワイド 祝5周年記念感謝祭 〜不良猫の青い春〜」第二部文化祭編と2021年8月3日・2021年12月14日放送にゲストとして出演。
- 小林且弥（火曜MC：2016年4月5日 - 2021年3月2日）持病の悪化により治療専念のため芸能活動休止に伴い、番組を降板。2022年3月1日放送にゲストとして出演。
- 松田悟志（月曜MC：2020年3月30日 - 2021年3月22日）
- 細貝圭（月曜MC：2021年4月5日 - 2023年3月27日）
- 鈴木勝吾（月曜MC：2023年4月3日 - 2024年3月25日）
- 三上真史（水曜MC：2016年4月6日 - 2024年3月27日）tvkの現社屋での放送になった『とっておき自遊食感ハマランチョ→1230アッと!!ハマランチョ』以降の地域情報バラエティ番組の男性MCでは最長となる8年間水曜MCを務めた。

#### 猫の手も借り隊
- 天野周平（月曜イエロー：2016年4月4日 - 9月26日）学業に専念するため卒業。2016年10月から石原壮馬が新しく加入。
- 蒼木陣（月曜レッド：2016年4月4日 - 2017年3月27日）番組卒業後の2017年8月7日の月曜のご褒美ロケに登場した。2019年9月19日はゲスト出演。
- 村田恒（月曜ブルー：2016年4月4日 - 2017年3月27日）番組卒業後の2017年8月7日の月曜のご褒美ロケに登場し、2017年10月16日はゲスト出演。
- 佐伯亮（木曜イエロー：2016年4月7日 - 2017年3月30日）番組卒業後の2018年8月16日の木曜のご褒美ロケの後半に登場し、2019年3月28日ではエンディングに登場。2019年9月19日はゲスト出演。2020年3月26日は元木曜レッドの青木とともにサプライズで登場。
- 和田雅成（火曜レッド→月曜レッド：2016年4月5日 - 2018年3月26日）2017年3月まで火曜日、2017年4月から月曜日の出演に変更。番組卒業後は3回ゲスト出演している。2019年2月4日は舞台『泪橋ディンドンバンド3～泥まみれの月～』の告知、2024年9月10日放送でドラマ『神様のサイコロ』の番宣、2024年12月11日は同日発売の1st Album「Raise」の宣伝。
- 木津つばさ（木曜イエロー：2017年4月20日 - 2018年3月29日）番組卒業後の2018年8月16日にペンネーム「男になりたい」で投稿したメールが紹介され、2020年3月26日では、同日で卒業するMC藤田への卒業メッセージのためVTR出演。
- 今川碧海（月曜イエロー→水曜イエロー：2017年4月3日 - 2018年9月26日）2018年3月まで月曜日、2018年4月から水曜日の出演に変更。2018年10月から北川尚弥が新しく加入。番組卒業後の2019年3月27日はスタジオで観覧していた。2023年4月19日放送に当番組とMeseMoa.とのコラボ企画コーナー及び特番の宣伝のためにMeseMoa.メンバー、気まぐれプリンスとともにゲスト出演。2024年3月27日放送に水曜MC三上への卒業メッセージVTRに出演。
- 石原壮馬（月曜イエロー→月曜ブルー→月曜レッド：2016年10月17日 - 2019年3月25日）2017年3月までイエロー、2017年4月から2018年3月までブルーとして出演。2018年度下期チャンピオン。
- 中村嘉惟人（月曜イエロー：2018年4月2日 - 2019年3月25日）番組卒業後の2019年6月18日はゲスト出演。
- 赤澤遼太郎（火曜ブルー：2018年4月3日 - 2019年3月26日）番組卒業後の2021年12月14日は元木曜MCの藤田玲との2人でゲスト出演。
- 長田翔恩（火曜イエロー：2018年4月3日 - 2019年3月26日）番組卒業後の2019年6月18日はゲスト出演。
- 青木一馬（木曜レッド：2016年4月7日 - 2019年3月28日）番組卒業後も複数回出演。2019年8月22日(木曜イエロー)･10月17日(木曜ブラック)放送の潜入リポートに、2020年2月26日には借り隊のやってみようの岡村ポイント獲得ご褒美で、「YouTuberの青木一馬」としてゲスト出演。2020年3月26日は元木曜イエローの佐伯とともにサプライズで登場。2020年8月6日・13日放送分ブラック竹内寿のリポートに人気YouTuberとして、9月10日放送分ブルー山形匠のリポートに、横須賀市「赤髪」としてリクエストを送り、リポートロケへも参加と出演。
- 水石亜飛夢（火曜ブルー：2019年4月2日 - 7月2日）加入してから、わずか3ヶ月で卒業。
- 北川尚弥（水曜イエロー→月曜イエロー：2018年10月3日 - 2019年9月30日）2019年3月まで水曜日、2019年4月から月曜日の出演に変更。2024年3月27日放送に水曜MC三上への卒業メッセージVTRに出演。
- 服部想之介（月曜レッド：2019年4月1日 - 2020年3月23日）
- 宮本弘佑（火曜イエロー→火曜ブルー：2019年4月2日 - 2020年3月24日）2019年9月までイエロー、2019年10月からブルーとして出演。
- 朝日奈寛（水曜ブルー：2018年4月4日 - 2020年3月25日）2024年3月27日放送に水曜MC三上への卒業メッセージVTRに出演。
- 滝澤諒（水曜イエロー：2019年4月3日 - 2020年3月25日）2024年3月27日放送に水曜MC三上への卒業メッセージVTRに出演。
- 太田将熙（木曜レッド：2019年4月4日 - 2020年3月26日）2023年3月8日放送で『舞台・信長未満』情報の潜入ロケ内に登場。
- 山下永玖（木曜イエロー：2018年4月5日 - 2020年3月26日）2019年度下期チャンピオン。
- 谷水力（水曜イエロー→月曜ブルー→月曜ブラック：2016年4月6日 - 2021年3月22日）2018年3月までイエロー、2018年4月より月曜出演へ変更になり同時にブルー、2020年4月よりブラック。2019年度上期及び年間チャンピオン。番組卒業後の2021年11月2日はゲスト出演。2024年3月27日放送に水曜MC三上への卒業メッセージVTRに出演。
- 林勇輝（月曜イエロー→月曜ブルー：2019年10月7日 - 2021年3月22日）2020年3月までイエロー、2020年4月よりブルーへ変更。
- 井深克彦（火曜パープル：2019年8月20日[注 14] - 2021年3月23日）
- 小早川俊輔（水曜ブルー→月曜ブラック→水曜ブラック：2016年4月6日 - 2021年3月24日）2018年3月までブルー、2018年4月より月曜出演へ変更になり同時にブラック、2020年4月より水曜へ出演変更。4代目レジェンド。2023年3月29日放送にイエロー大倉の卒業メッセージにVTR出演。2024年3月6日放送に水曜MC三上の卒業を祝うため太田裕二とともにゲスト出演。2025年6月18日放送「猫ひたレジェンド大集合！猫さんぽ元町中華街SP」に猫ひたOBとしてロケに参加出演。
- 太田裕二（水曜レッド→水曜ブラック→水曜レッド：2016年4月6日 - 2021年3月24日）2018年3月までレッド、2018年4月から2020年3月までブラック、2020年4月より再びレッド。2代目レジェンド。2024年3月6日放送に水曜MC三上の卒業を祝うため小早川俊輔とともにゲスト出演。2025年6月18日放送「猫ひたレジェンド大集合！猫さんぽ元町中華街SP」に猫ひたOBとしてロケに参加出演。
- 竹内寿（木曜ブルー→木曜ブラック：2016年4月7日 - 2021年3月25日）3代目レジェンド。
- 内海啓貴（木曜レッド：2020年4月2日 - 2021年3月25日）
- 山形匠（火曜イエロー→木曜ブルー：2016年4月5日 - 2021年3月25日）2018年3月までイエロー、2018年4月より木曜へ出演変更になり同時にブルー。2018年度上期及び年間チャンピオン、2020年度年間チャンピオン。2025年6月16日放送「猫ひたレジェンド大集合！猫さんぽ元町中華街SP」に猫ひたOBとしてロケに参加出演。
- 曽田陵介（月曜イエロー→月曜ブルー：2020年3月30日 - 2022年3月28日）2021年3月までイエロー、2021年4月よりブルーに変更。番組卒業後の2022年5月12日はドラマ『不幸くんはキスするしかない!』の番宣で佐藤友祐との2人でゲスト出演。
- 牧野諒（水曜レッド：2021年4月7日 - 2022年3月30日）2024年3月27日水曜MC三上への卒業メッセージVTRに出演。
- 糠信泰州（水曜グリーン：2021年4月7日 - 2022年3月30日）2024年3月27日水曜MC三上への卒業メッセージVTRに出演。
- 林拓磨 （木曜イエロー：2020年4月2日 - 2022年3月31日）2021年度年間チャンピオン。2025年6月19日放送「猫ひたレジェンド大集合！猫さんぽ元町中華街SP」に猫ひたOBとしてロケに参加出演。
- 梶田冬磨（火曜イエロー：2019年10月 - 2022年9月6日）9月が最終出演だが、2023年3月28日放送で卒業。
- 大倉空人（水曜イエロー：2020年4月1日 - 2023年3月29日）番組卒業後の5月31日放送に原因は自分にあるメンバーの吉澤要人と共に新番組『イケメン・セブン・デイズ』の宣伝のためにゲスト出演し、2023年10月4日もドラマ『君となら恋をしてみても』の番宣のためにゲスト出演。2024年3月27日放送に水曜MC三上の卒業を祝うためゲスト出演。
- 岡田翔大郎（月曜グリーン：2022年4月4日 - 2024年3月25日）
- 早瀬圭人（月曜イエロー→水曜イエロー：2021年4月5日 - 2024年3月27日）2023年3月まで月曜イエロー、2023年4月より水曜イエロー、2023年度年間チャンピオン。2025年6月17日放送「猫ひたレジェンド大集合！猫さんぽ元町中華街SP」に猫ひたOBとしてロケに参加出演。
- 石川悠人（火曜グリーン→木曜イエロー：2022年4月5日 - 2024年3月28日）2023年3月まで火曜グリーン、2023年4月より木曜へ出演変更になり同時にイエロー。
- 双葉小太郎（木曜グリーン：2023年4月6日 - 2024年3月28日）2024年5月23日放送に9bicライブ告知のためゲスト出演。2025年6月19日放送「猫ひたレジェンド大集合！猫さんぽ元町中華街SP」に猫ひたOBとしてロケに参加出演。8月14日放送にEtoneigeのメンバーとしてゲスト出演。
- 瀧澤翼（月曜ブルー：2024年4月8日 - 2025年3月24日）
- 木村魁希（月曜グリーン→木曜イエロー月曜イエロー：2021年4月5日 - 2025年3月24日）2022年3月まで月曜グリーン、2022年4月より木曜へ出演変更となり同時にイエロー、2023年4月より月曜イエロー。
- 小林希大（木曜グリーン→火曜グリーン→月曜グリーン：2022年4月7日 - 2025年3月24日）2023年3月まで木曜グリーン、2023年4月から火曜グリーン、2024年4月から月曜グリーン。
- 植村颯太（火曜グリーン→火曜ブルー→木曜ブルー：2021年4月6日 - 2025年3月27日）2022年3月まで火曜グリーン、2022年4月から2024年3月まで火曜ブルー、2024年4月より木曜ブルー。2025年6月17日放送「猫ひたレジェンド大集合！猫さんぽ元町中華街SP」に猫ひたOBとしてロケに参加出演。
- 田中楓馬（木曜グリーン：2024年4月11日 - 2025年3月27日）

## タイムテーブル
前半30分は埼玉・千葉・神奈川ブロックネット
| 時刻  | 放送内容                 | 詳細 |
| ----- | ------------------------ | ---- |
| 12:00 | オープニング             |      |
| 12:28 | 首都圏トライアングル終了 |      |

ここからの後半60分は神奈川ローカル
| 時刻    | 放送内容         | 詳細 |
| ------- | ---------------- | ---- |
| 12:30   | 後半オープニング |      |
| 12:56頃 | tvkニュース      |      |
| 13:27頃 | エンディング     |      |

## コーナー

### 帯企画

#### 潜入リポート(12:03・12:31頃)
- 概要

メイン企画。猫の手も借り隊が視聴者から寄せられた神奈川県内の地元の情報や依頼などを、1人ずつ潜入リポートをする。tvkのお昼の番組においては、かつて同様の企画が『1230アッと!ハマランチョ』にて月に一回放送されたコーナー「神奈川おもしろ探検隊(2009 - 2010)」があった。当時はBABY×KING（西中葵、平田晃一郎）の2人が視聴者から寄せられた情報をもとに神奈川県内の潜入リポートを行なっていた。
基本は神奈川県内だが、不定期で神奈川県以外の県や海外を特集することがある。2週間（2018年度は1か月以上）かけて放送する潜入リポートや前番組『ありがとッ!』の「朝から撮って出し」と同様に当日の朝に撮ったのもある。
2016年6月13日から不定期で猫の手も借り隊ピンクとしてアシスタントの岡村帆奈美もしくは照井七瀬が参加する潜入リポートも放送されている。
月曜MCの八神・久保田・細貝・鈴木と木曜MCの藤田が番組を卒業する日に猫の手も借り隊ホワイトとして潜入リポートを行っている。
2017年10月から潜入のリクエストが採用されると、竹内寿プロデュースの「猫ひたサポーターバッジ」がもらえる。
- 「今日のリポート大賞」

番組のエンディングで、リポート内容や番組に寄せられたメッセージを参考に、曜日MC（2017年8月7日と8月10日・2022年9月6日・2023年10月16日・2024年5月27日と9月9日は岡村帆奈美が、2020年1月14日は当時火曜ブラックだった大矢剛康）が今日のリポート大賞を選ぶ。2021年8月2日放送では借り隊2名（月曜イエロー早瀬とグリーン木村）で同一内容のリポートを前編と後編に分けて放送したため、月曜MC細貝がリポート大賞を選ばず借り隊にジャンケンをさせてその勝者（イエロー早瀬）を大賞に選んだ。2024年9月9日放送の月曜イエロー木村のリポートにMC村上が参加したため、公平を期すためにMCではなくアシスタントの岡村アナがリポート大賞を選んだ。
2021年12月20日から12月23日のスペシャルウイークでは曜日MCではなく、公開放送の観覧客によってリポート大賞を決めた。
今日のリポート大賞に選ばれたリポーター（猫の手も借り隊）はお魚バッジを1個もらえるが、祝日で番組が休止となった翌週はハッピーバッジ制度でお魚バッジが2個もらえていたが、2020年度以降、祝日で番組が休止となった翌週でももらえるお魚バッジは1個である。
2017年度以前
お魚バッジを10個集めると豪華特典がもらえるのと同時に、お魚バッジを10個集めた猫の手も借り隊はレジェンドと呼ばれる。
お魚バッジが10個になった翌日から、全猫の手も借り隊のバッジがリセットされ、再び0からのスタートになる。
火曜のみお魚バッジを没収されたり、猫の手も借り隊以外の人がリポート大賞に選ばれることもある。
夏休みボーナスやそれ以外（リポート大賞を決められない）などの理由でお魚バッジが2個になることがある。
1人でお魚バッジが2個もらえることもあれば、お魚バッジ2個を2人で分け合うこともある。
2018年度・2019年度
お魚バッジを10個集めるルールから半年間で1番多く集めるルールに変更した。
上半期（4月から9月まで）と下半期（10月から2月まで）で1番多くのお魚バッジを獲得した猫の手も借り隊は3月に行われるクライマックスバトルを行ない、年間チャンピオン決める。
上半期（4月から9月まで）と下半期（10月から2月まで）で1番多くのお魚バッジを獲得した猫の手も借り隊が2人以上いた場合、お魚バッジの平均競争率で勝敗を決める。
潜入リポートを行なうのは今まで通りレッド・ブルー・イエローの3人のため、新ルールでは、ブラックはリポート大賞の対象外となる。
「猫の手も借り隊」のブラックは基本的には潜入リポートを行なわないで、潜入リポートなどの進行を行なうが、不定期（パン祭りなどの季節企画）でお手本としてブラックも潜入リポートを行なう。
ブラックが潜入リポートを行なった日のリポート大賞はブラック以外で潜入リポートを行なった2人のみが対象となる。
すなわちブラックが潜入リポートを行なう日はレッド・ブルー・イエローの3人のうち1人が潜入リポートが無しになる。
レッド・ブルー・イエローのいずれかが欠席のときもブラックが潜入リポートを行なう。
上半期開始と下半期開始と同時に全猫の手も借り隊のバッジがリセットされ、再び0からのスタートになる。
2019年4月からブラックの特典として、プレゼン場所に移動する時のBGMを自分の好きなアーティストの曲をかけられるようになった。
2020年度
新年度初回の放送では2018年・2019年度と同様のルールで行う予定だったが、新型コロナウイルスの影響で、2020年6月1日にルールが変更された。
各曜日のブラック以外の猫の手も借り隊3名の中から、1年間でお魚バッジを多く獲得した猫の手も借り隊が各曜日の代表として、3月に行われるクライマックスバトルに出場する。
2020年度のクライマックスバトルは、トーナメント形式で行われた。
2020年度では、初代レジェンドの大矢と2代目レジェンドの太田が2017年度までと同じ色に戻って参戦する。
リポート大賞に選ばれたリポートは22時からの再放送終了後に、YouTubeのtvkチャンネルにて公開配信される。ブラックのリポートが放送された日はお手本のため無条件で配信の対象となるため、ブラックのリポートとリポート大賞の2本が配信される。また、権利の関係でBGMの使用ができず、放送時と異なり映像と借り隊の音声やテロップのみで配信される。なお、大賞を取っても内容によっては配信されない場合もある。
2020年4月6日から16日は猫の手も借り隊が2名しか出演しないため、潜入リポートも1～2本のみとなるため、2週間分の潜入リポートからリポート大賞を決めるルールに変更。
2020年4月20日から同年5月28日までリポート大賞はなし。
2020年4月20日から30日まで「潜入リポート 今 私たちにできること」と通常の潜入リポート1本のみに変更し、2020年5月11日から同年5月28日までは「潜入リポート 今 私たちにできること」と「かながわ潜入クイズ」・「お取り寄せグルメ」に変更。
2020年10月27日の放送では、火曜イエローの梶田と火曜ブラックの石渡が休みのため、火曜パープルの井深が初の潜入リポートを行った。なお、火曜パープルの井深もリポート大賞の対象とされた。
2021年1月18日放送から、潜入リポートのうち1本を全3回の予定で「おうちでYou Can! 日替わり○○講座」に変更。曜日によりリポートは1〜2本の放送としリポート大賞はなし。リポートのうち2020年中に収録したものは、担当借り隊から2020年中にロケした旨の説明と、VTR冒頭に撮影日のテロップを挿入し放送。2021年に入ってから撮影したものは、取材時にスタッフがリポート担当借り隊のアクリルスタンドを持参、放送時にリポート担当がスタジオでアテレコをして放送する場合と、従来どおり借り隊が現地で取材・撮影したものを放送する場合がある。
2021年3月1日放送で2020年度バッジレース終了がアナウンスされ、2月25日時点でのお魚バッジ獲得数をもって各曜日チャンピオンを決定し発表。発表された時点でくじ引きを行い各々の対戦相手を決定する。
2021年度
2020年度と同様に、各曜日の借り隊4名の中から1年間でバッジ獲得数の多い借り隊1名を曜日チャンピオンに選出。曜日チャンピオン4名でクライマックスバトルトーナメントを行い、年間チャンピオンを決定する。
今年度から猫の手も借り隊は4名中2名ずつの交代での出演になったため、潜入リポートも2本のみとなるが、リポート大賞は毎週決める。
2021年5月27日と6月17日放送は潜入リポートが1本だけだったため、翌週放送分と合わせてリポート大賞を選ぶこととなった。
2021年6月17日から放送された田植え企画（猫ひ田）は、前年度は火曜レッド（現木曜レッド）大城の単独企画だったが、2021年度は各曜日の猫の手も借り隊グリーン4名が担当する企画となった。
2020年度同様にリポート大賞に選ばれたリポートは番組再放送終了後にYouTubeにて公開されている。なお、2021年8月2日及び8月4日は出演した借り隊2名が前後編に分けて同一内容のリポートを放送しており、本来ならばリポート大賞に選ばれた部分（8月2日なら前編部、8月4日なら後編部）が公開対象になるところ、全編通して配信されることとなった。
2021年9月7日の放送では、リポート担当の猫の手も借り隊ではなく、リポートに登場した人物がリポート大賞に選ばれ、YouTubeでも当該リポートが大賞動画として配信されている。
2022年2月28日放送で、2021年度のバッジレース終了がアナウンスされ、2月24日時点でのお魚バッジ獲得数をもって各曜日チャンピオンを決定し発表。発表された時点でくじ引きを行い各々の対戦相手を決定する。
2022年度
2021年度までと同様に、各曜日の借り隊4名の中から1年間でバッジ獲得数の多い借り隊1名を曜日チャンピオンに選出。曜日チャンピオン4名でクライマックスバトルトーナメントを行い、年間チャンピオンを決定する。
番組再放送終了後にリポート動画をYouTubeで配信しているが、今年度はリポート大賞に選ばれた動画だけではなく、放送されたリポート全てを配信している。ただし権利関係でBGMがない、配信自体ができないなどのルールは従来どおりのため、必ずしも放送時の本数が配信される訳ではない。
2022年6月28日から放送された田植え企画（猫ひ田）は2021年度と同様に各曜日の猫の手も借り隊グリーンが担当となった。
2021年度から放送されていた花火企画は、担当していた火曜イエロー梶田の急逝により、2022年10月4日放送分以降火曜レッド大矢と水曜グリーン拓郎が担当を引き継いだ。
2023年2月27日放送で、2022年度のバッジレース終了がアナウンスされ、終了時点でのお魚バッジ獲得数をもって各曜日チャンピオンを決定し発表。発表された時点でくじ引きを行い各々の対戦相手を決定する。
2023年度
2022年度までと同様に、各曜日の借り隊4名の中から1年間でバッジ獲得数の多い借り隊1名を曜日チャンピオンに選出。曜日チャンピオン4名でクライマックスバトルトーナメントを行い、年間チャンピオンを決定する。リポート動画のYouTube配信についても前年度同様のルールで行われている。
2023年4月24日から毎月1回地域情報アプリMEQQEと当番組のコラボ企画の「いいモノめっけ！」では神奈川県にゆかりのある有名人がおすすめする店を紹介し、猫の手も借り隊とおすすめする店を紹介する神奈川県にゆかりのある有名人の2人で潜入リポートを行っている。
2023年6月5日から放送されている田植え企画（猫ひ田）は2021年度と2022年度では各曜日の猫の手も借り隊グリーンのみが担当していたが、今年度は猫の手も借り隊グリーン以外の借り隊も担当する。また、田植えでは番組で応募して当選した1組5人までの田植え作業ができる小学生までの子供がいる親子が参加した。
2023年11月20日から11月23日の4日間は「かにゃがわのおいしいランチ うまいもん祭！2023」として、潜入リポート3本と生中継リポートの4本となった。また、リポート大賞を曜日MCではなく、番組サポーター（視聴者）のLINEの投票で決めた。
2024年2月26日放送で、2023年度のバッジレース終了がアナウンスされ、終了時点でのお魚バッジ獲得数をもって各曜日チャンピオンを決定し発表。発表された時点でくじ引きを行い各々の対戦相手を決定する。
2024年3月13日放送の潜入リポートでは、『猫の手も借り隊 みんなでやってみよう! 』で水曜日が2020年3月16日から19日の週で岡村ポイントを5ポイント集めたご褒美ロケを「リクエストありがとう 卒業旅行 in 箱根」として放送された。
2024年度
2023年度までと同様に、各曜日の借り隊4名の中から1年間でバッジ獲得数の多い借り隊1名を曜日チャンピオンに選出。曜日チャンピオン4名でクライマックスバトルトーナメントを行い、年間チャンピオンを決定する。リポート動画のYouTube配信についても前年度同様のルールで行われている。2024年6月3日〜6月6日はSPウィークのためバッジレースが休止となった。2024年11月21日放送では木曜グリーン田中が体調不良のため火曜イエロー沖がリポートを代行し田中とともにスタジオ出演もした。このため同一曜日の借り隊から大賞を選べなくなったためバッジレースの対象外にはなったが、リポート大賞には沖が選ばれた。2024年11月最終週のSPウィークでは各曜日MCも借り隊たちと一緒にロケに参加したためバッジレースが休止となった。2025年1月20日放送は「猫ひたマラソン部」として月曜MC村上がロケに参加したため、月曜レッド大矢のリポートも含めてバッジレースの対象外となった。
2025年1月20日放送で、2月20日（木）放送をもって2024年度のバッジレースを終了する旨アナウンスがされ、2月17日から20日までの各曜日放送終了時点でのお魚バッジ獲得数をもって曜日チャンピオンが決定し発表。発表された時点でくじ引きを行い各々の対戦相手を決定する。
2025年度
2024年度までと同様に、各曜日の借り隊4名の中から1年間でバッジ獲得数の多い借り隊1名を曜日チャンピオンに選出。曜日チャンピオン4名でクライマックスバトルトーナメントを行い、年間チャンピオンを決定する。リポート動画のYouTube配信についても前年度同様のルールで行われている。2025年6月16日〜6月19日はSPウィークのためバッジレースが休止となる。

#### 歴代レジェンド・チャンピオン一覧
| 代 | 借り隊の氏名 | 就任した日    | 就任時のポジション | ご褒美 |
| -- | ------------ | ------------- | ------------------ | --- |
| 1  | 大矢剛康     | 2016年8月30日 | 火曜ブルー         | - 冠コーナー（「大矢剛康の体操ですもの」「出張 大矢剛康の体操ですもの」）を担当 - tvkで放送されたアニメ『戦国鳥獣戯画』シリーズの声優 |
| 2  | 太田裕二     | 2017年2月15日 | 水曜レッド         | - 当番組の番組広報大使に任命 - 2017年4月スタートのドラマの仕事                                                                        |
| 3  | 竹内寿       | 2017年8月3日  | 木曜ブルー         | - 当番組の商品開発クリエイターに就任 - tvkの特別番組に関する仕事                                                                      |
| 4  | 小早川俊輔   | 2018年1月17日 | 水曜ブルー         | - 当番組の映像監督に就任 - 2019年1月スタートのドラマの仕事                                                                            |

|          |        | 借り隊の氏名 | 開催期間                    | 開催時のポジション |
| -------- | ------ | ------------ | --------------------------- | ------------------ |
| 2018年度 | 上半期 | 山形匠       | 2018年4月2日-2018年9月27日  | 木曜ブルー         |
| 2018年度 | 下半期 | 石原壮馬     | 2018年10月1日-2019年2月28日 | 月曜レッド         |
| 2019年度 | 上半期 | 谷水力       | 2019年4月1日-2019年9月26日  | 月曜ブルー         |
| 2019年度 | 下半期 | 山下永玖     | 2019年10月1日-2020年3月12日 | 木曜イエロー       |
| 2020年度 | 月曜日 | 奥谷知弘     | 2020年3月30日-2021年2月25日 | 月曜レッド         |
| 2020年度 | 火曜日 | 大城光       | 2020年3月30日-2021年2月25日 | 火曜レッド         |
| 2020年度 | 水曜日 | 牧田習       | 2020年3月30日-2021年2月25日 | 水曜ブルー         |
| 2020年度 | 木曜日 | 山形匠       | 2020年3月30日-2021年2月25日 | 木曜ブルー         |
| 2021年度 | 月曜日 | 奥谷知弘     | 2021年4月5日-2022年2月24日  | 月曜レッド         |
| 2021年度 | 火曜日 | 大矢剛康     | 2021年4月5日-2022年2月24日  | 火曜ブルー         |
| 2021年度 | 水曜日 | 大倉空人     | 2021年4月5日-2022年2月24日  | 水曜イエロー       |
| 2021年度 | 木曜日 | 林拓磨       | 2021年4月5日-2022年2月24日  | 木曜イエロー       |
| 2022年度 | 月曜日 | 早瀬圭人     | 2022年4月4日-2023年3月2日   | 月曜イエロー       |
| 2022年度 | 火曜日 | 大矢剛康     | 2022年4月4日-2023年3月2日   | 火曜レッド         |
| 2022年度 | 水曜日 | 拓郎         | 2022年4月4日-2023年3月2日   | 水曜グリーン       |
| 2022年度 | 木曜日 | 木村魁希     | 2022年4月4日-2023年3月2日   | 木曜イエロー       |
| 2023年度 | 月曜日 | 朝田淳弥     | 2023年4月3日-2024年2月29日  | 月曜ブルー         |
| 2023年度 | 火曜日 | 沖拓郎       | 2023年4月3日-2024年2月29日  | 火曜イエロー       |
| 2023年度 | 水曜日 | 早瀬圭人     | 2023年4月3日-2024年2月29日  | 水曜イエロー       |
| 2023年度 | 木曜日 | 白又敦       | 2023年4月3日-2024年2月29日  | 木曜ブルー         |
| 2024年度 | 月曜日 | 瀧澤翼       | 2024年4月8日-2025年2月20日  | 月曜ブルー         |
| 2024年度 | 火曜日 | 田倉暉久     | 2024年4月8日-2025年2月20日  | 火曜ブルー         |
| 2024年度 | 水曜日 | 石渡真修     | 2024年4月8日-2025年2月20日  | 水曜レッド         |
| 2024年度 | 木曜日 | 朝田淳弥     | 2024年4月8日-2025年2月20日  | 木曜レッド         |

#### 猫ひたスタジオでやってみよう（13:10頃から 2021年4月19日 - ）
2020年度まで「猫の手も借り隊 みんなでやってみよう！」として行われていたコーナーに代わり、2021年4月19日より放送。
猫の手も借り隊の2人が協力して様々なことに挑戦するコーナー。
2021年6月以降、曜日MCも参加している。
出演者が体調不良などで人数が少ない時のみ、岡村アナも参加する。
猫ひたポイント（2022年度より岡村ポイントから変更）を5ポイント集めた曜日はご褒美がもらえる。猫ひたポイントを5ポイント集めた曜日が出た翌週からリセットされ、再び0からのスタートになる。
2021年1月以降から引き続き、放送中に視聴者と電話を繋ぎ、猫の手も借り隊と勝負する。
視聴者は猫の手も借り隊と勝負して勝つか、猫の手も借り隊が挑戦するゲームの予想（成功か失敗）で正解するとサポーターバッジがもらえる。
借り隊は視聴者に勝つ、ゲームのノルマを達成する、月曜から木曜で一番記録が良かった曜日になると、従来どおり猫ひたポイント獲得となるが、ゲームのノルマを達成した曜日がない場合や月曜から木曜で一番記録が良かった曜日の時に全曜日が同じ記録だった場合は全曜日ポイント獲得ならずとなる。また、2024年度では月曜から木曜で一番記録が良かった曜日の時に2曜日が同じ記録だった場合でも全曜日ポイント獲得ならずとなった（2024年4月15日から4月18日に行われた「フライングエッグ！フライパンキャッチ」で、制限時間1分間で曜日MCが投げる目玉焼き（フリスビー）を、猫の手も借り隊がフライパンで何回キャッチできるかを競うゲームで水曜と木曜が23回で並んだが、番組スタッフの審議の結果、全曜日ポイント獲得ならずとなった）。
祝日がある週は、「猫ひたスタジオでやってみよう 番外編」として放送されているが、猫ひたポイントの対象にはならない。
2024年7月までは12:45頃に放送されていた。潜入リポートが3本ある日は、12:20頃や13時台に放送されている。
2021年5月17日から5月20日と5月24日から5月27日は、2020年8月31日から9月3日と9月7日から9月10日の「猫の手も借り隊 みんなでやってみよう!」で実施した曜日MCが食べたいものを当てるゲームが「MCフィーリング」として放送され、2問中、視聴者は正解した数だけのサポーターバッジを獲得し、猫の手も借り隊は2人のうち1人が全問正解で岡村ポイント獲得のルールで行われた。ただし、MCと回答が一致しないと正解にはならない（5月18日の放送で曜日MCが神奈川県で行きたい場所でMCは施設名、猫の手も借り隊が施設のある市町村を書いたが不正解となった）。
2021年8月2日から8月5日に行われた「ピンポン球移し」では、水曜ブルー牧田が両手で箸をもってピンポン球を移動させた行為について、放送終了後にスタッフの審議により、水曜日は失格となったが、視聴者はゲームの予想が正解だったため、サポーターバッジは獲得となった。
2021年12月20日から12月23日のスペシャルウイークでは曜日対抗ではなく、各曜日が協力して1つのことに挑戦する企画（長縄跳び通算1000回）を行なった。
2022年1月11日から1月13日の番外編では、お年玉企画として、猫の手も借り隊と曜日MCがだるま落としに挑戦し、視聴者は成功か失敗を予想する。通常は3人中何人が成功するのかを予想するが、今回は1人ずつ挑戦する前に成功か失敗を予想する。1つ予想が的中するたびにサポーターバッジがもらえる（最大3個）。2022年1月11日の放送では、1つも予想が的中しなかったため、参加賞としてお魚バッジをプレゼントした。
2022年2月10日に、2021年12月20日から12月23日のスペシャルウイークで長縄跳び通算1000回を行なったが、通算で743回しか跳べなかったため、残りの257回を番組スタッフが責任をもって跳んで、通算1000回を達成したVTRが放送された。
2022年2月21日から2月24日の番外編と2022年2月28日から3月3日のお絵かきセンスでは、猫の手も借り隊と曜日MCがそれぞれ違うお題のイラストを30秒で描き、視聴者は何を描いたのかを当てる。1問正解するたびにサポーターバッジがもらえる（最大3個）。2月24日の放送では、スベリー・マーキュリーを含んだ4人で行われた。2022年2月28日から3月3日ではジャンルが動物に限定され、視聴者が3問すべて正解したのみ岡村ポイント獲得。2022年3月14日から3月18日では、お絵かきセンスHyperとして行われた。お絵かきセンスHyperでは、○○をする動物のようにお題の動物に動詞が追加された。視聴者も動物と動詞の両方が合っていないと不正解となるが、動詞の部分は正解のテロップと少し違っても同様な回答であれば正解となる。岡村ポイントは視聴者が正解した数だけもらえる。
2022年3月22日から3月24日の番外編では、曜日ごとで違うゲームに挑戦した。
2022年5月以降、不定期で番組サポーター（視聴者）が投稿したゲームに挑戦するときもある。
2022年6月13日から6月16日のお手玉どっこさでは、視聴者の予想が的中しなかった場合、大矢チャンスとして、火曜レッドの大矢が2回とも成功した場合のみサポーターバッジがもらえる。
2022年6月27日から6月30日に行われた「できるかな？粘土で夏休み」では、猫の手も借り隊と曜日MCが60秒でそれぞれ違うお題を粘土で作り、視聴者は何を作ったのかを当てる。視聴者は1問でも正解すればサポーターバッジ獲得で、視聴者が3問すべて正解で猫ひたポイント獲得。なお、2022年6月28日の放送で、火曜日は3問すべて正解したが、火曜ブルー植村と火曜グリーン石川が視聴者にヒントを与えた行為について、放送終了後にスタッフの審議により、火曜日は失格となった。
2022年7月4日から7月7日に行われた「プルプル！鉛筆立て」では、猫の手も借り隊と曜日MCが1人ずつ3本の鉛筆を立てるゲームで、1番速かった曜日が猫ひたポイント獲得だが、2分を過ぎた場合は強制終了で記録なしのルールで行われたが、全曜日記録なしのため、2022年8月1日から8月4日に「プルプル！鉛筆立て リベンジ」として鉛筆を3本から1本に変更して行われた。
2022年7月4日の「プルプル！鉛筆立て」では、視聴者の予想が的中しなかったため、救済措置として、ゲストのNON STYLE石田明がけん玉を成功した場合のみサポーターバッジがもらえる。
2022年8月8日から8月10日の番外編では、番組サポーター（視聴者）からの投稿の「紙コップフリップチャレンジ」として猫の手も借り隊と曜日MCが1人2個の紙コップを指で弾いてテーブルに立たせるゲームで、視聴者は予想が的中した場合と出演者が6個の紙コップを全部テーブルに立たせることができた場合のみサポーターバッジがもらえる（最大2個）。
2022年8月15日から8月18日の「サポーター様の仰せのままに☆回転オセロ」と2022年9月26日から9月29日の「Mr.トランプ！マーク当てゲーム」と2022年10月3日から10月6日の「思いよ届け！3択フィーリング」では、視聴者と猫の手も借り隊と曜日MCの3人が全員一致で猫ひたポイント獲得、視聴者は1人でも一致すればサポーターバッジがもらえる。
2022年8月22日から8月25日に行われた「ペットボトル立てるかな？」では、1人2本のペットボトルを下投げして回転させ立てるゲームで、3人で全部で6本のペットボトルを全て立てることが出来たら猫ひたポイント獲得のルールで行われたが、全曜日で6本のペットボトルを全て立てることができなかったため、2022年8月29日から9月1日に「ペットボトル立てるかな？ リベンジ」として、3人で全部で6本のペットボトルのうち3本以上立てることが出来たら猫ひたポイント獲得のルールに変更したが、全曜日で3本以上立てることが出来なかったため、2週連続で猫ひたポイントを獲得できずに終了した。
2022年9月20日から9月22日の番外編の「見逃さないで！シャッフルバッジ‼」では、3個の紙コップのどれかにサポーターバッジを入れ、全員一斉に15秒間シャッフルをし、視聴者はサポーターバッジの入った紙コップを当てる。サポーターバッジの入った紙コップを当てることができたら、当てた紙コップに入っていたのと同じサポーターバッジがもらえる。ただし、出演者はやさしくシャッフルしたり、手抜きシャッフルをすると不正となり、サポーターバッジが没収されてしまうが、視聴者は2人以上で協力しても不正にはならない。
2022年10月11日から10月13日の番外編では、「絆で繫げ！ドミノリレー」として猫の手も借り隊と曜日MCの3人が力を合わせて最大60個のドミノを制限時間1分で並べ、その後並べたドミノを倒し、倒れたドミノの数が記録となる。視聴者は3択の中から倒れたドミノの数を予想し、的中した場合と3人が60個全てのドミノを倒した場合のみサポーターバッジがもらえる（最大2個）。
2022年8月22日に猫ひたポイントがリセットされ、2022年11月10日に木曜日が5ポイントを獲得したが、月・水曜日は猫ひたポイントを1ポイントも獲得出来ずに終了した。なお、水曜日は『猫の手も借り隊 みんなでやってみよう!』時代の2018年6月以来2回目の0ポイント終了となった。
2022年11月14日から11月17日に行われた「まる描いてチョン！絵描き歌」では、猫の手も借り隊は曜日MCが歌う絵描き歌に合わせて絵を描き、答え合わせの時に曜日MCが描いたお題の絵と猫の手も借り隊が描いた絵が全員が一致（似ていればOK）で猫ひたポイント獲得で、視聴者は猫の手も借り隊が描いた絵だけを見て、お題の絵を当てることが出来たらサポーターバッジがもらえる。11月14日の放送では、お題がアヒルだったが、視聴者はニワトリと答えたが、岡村アナウンサーとスタッフの判断で正解となった。
2022年11月28日から12月1日に行われた「決めろ！ヘディングハットトリック」では、カゴを目掛けてヘディングでシュートをする。1人2球で、3人で全部で6球のうち3球以上カゴに入れば猫ひたポイント獲得で、視聴者は誰がカゴに入れられるかを予想し、的中したらサポーターバッジがもらえるルールで行われていたが、2022年11月28日の放送で1球もカゴに入らなかったため、2022年11月29日から12月1日の放送では視聴者は誰がカゴに入れられるかもしくは誰もカゴに入れらないの予想に変更になったため、2022年11月28日に挑戦した視聴者はサポーターバッジ残念から獲得になった。また、全曜日で3球以上カゴに入れることができなかったため、2022年12月5日から12月8日に「決めろ！ヘディングシュート」として、一部ルールを変更して再度おこなわれた。
新年度初回の2023年4月3日に猫ひたポイントがリセットされ、2023年6月8日に火曜日が5ポイントを獲得したが、水曜日は猫ひたポイントを1ポイントも獲得出来ずに終了した。なお、水曜日は2022年11月以来3回目の0ポイント終了となった。
新年度初回の2023年4月3日に猫ひたポイントがリセットされてから水曜日が0ポイントの状態が続いたため、第1スタジオで放送された2023年6月28日と7月5日ではスタジオにくす玉が用意され、ポイントを獲得した時にくす玉を割る予定になり、2023年8月17日の放送で水曜日がポイントを獲得したが、翌週の2023年8月23日の放送でくす玉ではなく、以前潜入リポートで紹介したお店からのケーキの差し入れに変更となった。
2023年9月18日から9月21日の週は、番外編として第1スタジオでの放送だった9月18日のみ「あなたの心にアタックNo.1! 猫ひたバレー」、9月19日から9月21日は「体で伝えろ⁉ジェスチャークイズ」に挑戦した。観覧があった9月18日のみ1分間でラリーが100回を超えた時のみ、観覧の40人全員にサポーターバッジ獲得の特別ルールが設けられた。
2023年10月16日と2023年11月20日から11月23日と2024年3月20日と2024年6月3日から6月6日は当コーナーが休止となった。
2024年度以前は、複数曜日が同点だった場合、それぞれの曜日がポイントを獲得していたが、2024年4月15日〜19日に行われた競技で水曜と木曜が同点となったがポイント獲得とならなかった。4月22日以降の放送で前週の結果を伝える際にも同点のためポイント獲得なしと説明をしている。なお、2025年3月17日〜20日に行われた「できるかな！？お絵描きしりとリレー」では成功した水曜と木曜ともにポイント獲得となった。
2024年8月5日放送より13時台（13:10頃）にコーナーの時間帯が変更となったが、放送の進行により従前の12時台や前コーナー「猫の手も借りたい　みんなでやってみよう！」のように13時台後半に放送されることもある。また、tvkニュースや猫ひたインフォからCMを挟まずにコーナーが始まることもある。
2024年10月21日から24日に行われた「落としちゃダメよ！スースーピンポン」でおよそ2年ぶりに月曜日が猫ひたポイントを獲得した。
2025年2月3日から6日の週で行われた「作って飛ばして！紙飛行機RUNWAY」では一度木曜日が猫ひたポイントを獲得したが、木曜MC井上にルール違反があったとして失格となり、2位の火曜日が繰り上げでポイントを獲得した。

#### 猫ひたニュース(12:54〜12:56頃)
その日の神奈川新聞で曜日MCが気になったニュースを取り上げる。前番組『ありがとッ!』の「かなしん ニュースなに!なぜ?」と同様の企画。
2016年8月22日は台風情報のため休止。当コーナーで紹介した記事が、後日潜入リポートで再び取り上げられることがある。
2018年10月15日・16日では、「猫ひたニュース プラス」が放送された。プラスでは、その日の神奈川新聞で猫の手も借り隊のブラックが気になったニュースを取り上げる。
2020年3月26日までは、番組進行の構成都合などで12:03〜12:05頃か12:30に放送されていた。
2021年度より従来のボードではなく、スタジオに設置されたモニターを使用してMCが選んだニュースを紹介するようになった。

#### tvkニュース、天気情報(12:56〜13:01頃)
昼ワイド内で伝統的に引き継がれているストレートニュースで前番組『ありがとッ!』から継続。
2018年1月から2021年3月までは水曜のみ「ゆうじとまさしの猫ひた天気予報」で天気情報を行なうため、ニュースのみとなっていた。
祝日などで番組が休止される場合、当コーナーは『tvkスポットニュース』として独立した形で12:55 - 13:00に放送される。
2025年度からの月曜日と火曜日は岡村アナ、水曜日と木曜日は照井アナもそれぞれ不定期で担当している。
2022年度～2024年度の月曜日～水曜日は照井アナ、木曜日は岡村アナもそれぞれ不定期で担当していた。
なお、当番組が祝日に放送される際の当コーナーは休止となる。

#### メッセージ紹介(12・13時台)
FAX・メールで送られてきた潜入リポートの感想などを紹介する。これまでの『1230@ハマランチョ』の「はまレター」や『ありがとッ!』の「ありがとッ!ボイス」のように毎日違ったテーマがあったが、当番組では番組開始から2020年4月2日まではテーマが廃止されていたが、2020年4月6日から2020年6月4日までの間LINEのON-AIR機能を使ったメッセージ投稿の開始に伴い、LINEのON-AIR機能を使ったメッセージ投稿限定で、『ありがとッ!』の「ありがとッ!ボイス」以来4年ぶりにメッセージテーマが設けられた。なお、『ありがとッ!』の「ありがとッ!ボイス」では番組の途中でメッセージテーマの変更は行われていなかったが、当番組では、番組の途中でメッセージテーマの変更が行われていた。2021年8月16日からは前番組『ありがとッ!』と同様、X（旧Twitter）に届いた投稿もタブレット端末を使用して紹介するようになった。2023年5月25日は放送内容の一部変更によりトークテーマを設けてメッセージ募集したが、それ以降も放送日によってはトークテーマを設けて募集をすることがある。2023年10月3日から不定期で番組出演者、スタッフ、番組サポーターのリクエスト曲を流しながらメッセージを読む「#猫ひたミュージック」をおこなっている。

#### 猫ひたインフォ(13:15頃)
前番組『ありがとッ!』までの、マイコミュニティ「○○○」と同様に、神奈川県内各市町村の催し物などの情報を紹介する。木曜では「音楽のまち かわさき」の情報を伝える。

#### 今日のおやつ(13:22頃)
前番組『ありがとッ!』での噂の○○（マルマル）調査隊!→噂の○○（マルマル）調査隊!2nd→噂の○○（マルマル）調査隊!2nd+と同様の企画。今日のおやつではプレゼントコーナーが食べ物の場合はプレゼントコーナーと同じか関連した料理になるが、プレゼントコーナーが食べ物以外の場合のみ噂の○○（マルマル）調査隊!→噂の○○（マルマル）調査隊!2nd→噂の○○（マルマル）調査隊!2nd+と同様におやつ（デザート）が用意される。噂の○○（マルマル）調査隊!2nd+では○×の札で○の札を引いた人しか試食できないルールが導入されていたが、今日のおやつでは、噂の○○（マルマル）調査隊!2nd以前と同様に全員で試食している。

#### プレゼントコーナー
前番組『ありがとッ!』から継続。後半（13:24頃）に抽選が行なわれ、当選した1人か2人に生電話をし、残りの当選者と生電話をした当選者を翌日に発表していたが、2021年度では、当選した1人か2人に生電話をするのみになっている。
2017年4月以降、潜入リポートで紹介されたお店の商品がプレゼントになっている日もある。
プレゼントの商品はこれまでは日替わりだったが、2021年以降2日～4日（1週間）連続で同じプレゼントの商品になっている。

### 曜日MC企画(12:18頃)

#### 月曜日
- 顔の筋肉鍛え隊（2024年6月24日 - ）

最年長MCの村上と一緒に年齢とともに衰えていく顔の筋肉を鍛え表情を豊かに笑顔を届けるコーナー。

#### 火曜日
- 鎌苅健太のとりあえずやってみよう！（不定期、2021年4月6日 - ）

挑戦することが大好きな鎌苅が何事にもとりあえずやってみるコーナー。
2021年10月は「梶田冬磨のとりあえずやってみよう！」として放送された。
2021年11月から2022年1月は1回も放送されなかった。
通常はスタジオで行うが、2022年2月1日・8日ではロケで、火曜イエロー梶田冬磨と2人で清川村で行われた防災キャンプに挑戦した。
2022年2月1日・8日のロケでは、鎌苅健太も猫の手も借り隊と同様、白のつなぎ服を着用した。
2022年3月1日の放送では、サプライズゲストとして前火曜MCの小林且弥が出演した。
2022年5月31日に放送されてから1年以上放送されていなかったが、2023年9月12日の放送で1年3か月ぶりに放送された。
2025年4月22日と8月19日には「黒田昊夢のとりあえずやってみよう！」として放送された。
- 鎌苅健太の精進します（2021年4月20日 - ）

2020年度まで放送されていた「小林且弥の精進します」から継続。
鎌苅健太が精進料理教室を営むご姉妹から美味しい精進ごはんのレシピを学ぶコーナー。講師は園部曉美と中園五月。
講師は2020年度はリモート出演だったが、2021年度以降は交代でスタジオ出演となる。
調理時に加熱が必要な際は、スタジオの防災上の観点から前年度までのガスコンロからIHコンロ使用に変更された。
2022年9月6日は鎌苅が休みのため、「岡村帆奈美の精進します」として放送された。
2022年11月15日は鎌苅が休みのため、「井上正大の精進します」として放送された。
2023年3月28日は「石川悠人の精進します」として放送された。
2025年3月21日にMARK IS みなとみない内にある東京ガス横浜ショールームで「鎌苅健太の出張！精進します」の公開収録が行われ、3月25日に放送された。
- 鎌苅健太の奥深きTKG（不定期、2022年11月29日 - ）

卵好きの鎌苅健太が卵かけご飯の新たな可能性を探るコーナー。
2022年11月29日の放送では、番組スタッフが用意した卵かけご飯のちょい足しアレンジ案をスタジオで作り、試食後に鎌苅が札に書いてある「うまかり」or「まずかり」で判定し、「うまかり」の場合は放送終了後に番組ホームページのアーカイブに掲載される。
2023年1月24日の放送からは、番組サポーターの投稿や番組出演者の卵かけご飯のちょい足しアレンジ案をスタジオで作り、試食後に鎌苅が札に書いてある「0うまかり」から「5うまかり」で判定する。火曜日での料理コーナーで札を使っての判定が行われるのは、前番組『ありがとッ！』での「山川恵里佳のごはんのおとも♥」以来である。
2023年6月は2週連続で放送された。なお、同日に「鎌苅健太の精進します」も放送される時のみ、13時台に放送される時もある。
2024年11月12日放送は鎌苅が休みのため、「山本匠馬の奥深きTKG」として放送、判定は「○うまやま」とされた。

#### 水曜日
- 山本匠馬のにぎっにぎっ ～ハッピーおにぎりタイム～（2024年5月8日 - ）

水曜MCの山本匠馬が令和のおにぎりブームにあやかり、猫ひた的おいしいおにぎりを作るコーナー。
当コーナーでは、前番組『ありがとッ！』の「噂の○○（マルマル）調査隊!2nd+」同様おにぎりのついている棒（あたり）と赤丸にハズレと書かれている棒（2024年5月15日までは何もついていない棒）でおにぎりのついている棒（あたり）を引いた人しか試食できないルールが導入されている。2024年5月15日以降、前回はずれの棒を引いた人は次回「ハズレを引いたら良いことが起きる」と題した救済（はずれを引いた人の好きな具材を使ったおにぎりを作るなど）が追加された。ただし救済があってもくじ引きは毎回行われるので、前番組『ありがとッ！』の「噂の○○（マルマル）調査隊!2nd+」での三浦綾子同様、連続でハズレを引くこともあるので、前回はずれの棒を引いて試食できなかった人が次の救済でもハズレを引いてしまった場合は、主におにぎりを作るときに使われていた食材を試食することができる。また、2024年6月までは救済がある回ではずれの棒を引いた人もおにぎりを作るときに使われていた食材を試食していたが、同年9月18日以降ハズレを引いてしまった人が次回であたりを引いた場合は当日作ったおにぎりと主におにぎりを作るときに使われていた食材の両方を試食することができるが、救済がある回ではずれの棒を引いた人は主におにぎりを作るときに使われていた食材を試食することができなくなった。このため、くじ引きで1回目のはずれでは絶対に試食するができなくなった。
2024年10月16日に水曜ブルー白又がはずれを引いたが、次の出演となった2024年11月6日の放送では救済されず、同日のくじ引きでもはずれを引いてしまったため、2回連続で試食できなかった。2回以上連続で試食できないのは、前番組『ありがとッ！』の「噂の○○（マルマル）調査隊!2nd+」での三浦綾子以来で、当コーナーでは初である。
2024年11月から2025年2月5日までは前番組『ありがとッ！』の「噂の○○（マルマル）調査隊!2nd+」と同様に救済がなしの回と、くじ引きを行わないで全員で試食する回があった。
2025年2月12日以降、同日にはずれを引いた人はおにぎりを作るときに使われていた食材を試食できるようになった。
2024年6月5日はコーナー自体は放送されていないが、同日の潜入リポートで、当コーナーのくじ引きのみ行われ、おにぎりのついている棒（あたり）を引いた2人は温泉リポート、赤丸にハズレと書かれている棒を引いた1人は箱根登山電車リポートを行った。
2024年6月までは不定期での放送だったが、同年9月と10月は前番組『ありがとッ！』の「噂の○○（マルマル）調査隊!2nd+」同様毎週放送されていた。
2024年8月中は同枠で「山本匠馬の怖い話」が放送された。
2024年12月4日は「猫ひ田」で収穫された米の試食会のため出演者全員がおにぎりを食べることができた。その際くじ引きも行ったが当たりを選ぶためではなく、おにぎりの具材を選ぶためのものであった。
- 山本匠馬のマンガ道場（不定期、2025年2月12日 - )

水曜MC山本匠馬がテーマに沿った自身のエピソードをイラストで披露するコーナー。
MCコーナーだが13時台に放送される。
＃1 （2025年2月12日） バレンタインのほろ苦い思い出
＃2 （2025年3月5日） 雪の日のトラブル
＃3 （2025年3月12日） 卒業式の思い出
- 山本匠馬のハッピーモクテルタイム（2025年3月12日 - ）

人気が高まっているモクテル（ノンアルコールカクテル）を学ぶコーナー。
モクテルとは「mock（真似る）」と「cocktail」を組み合わせた造語。
- 山本匠馬のポイポイポイント塾（2025年5月21日 - ）

様々なテクニックを活用して、お得に手軽にポイントを獲得する技を学ぶコーナー。講師は菊地崇仁。
2016年9月から2024年3月まで「三上真史のポイポイポイント塾」として放送されていたが、放送10周年の「原点回帰」のスローガンのもとおよそ1年ぶりのコーナー復活となる。

#### 木曜日
- 井上正大のお茶の時間（月1～2回、2020年4月9日 - ）

2016年4月から2020年3月まで放送されていた「藤田玲の猫ひた日本茶男子」と同様、井上正大が大好きなお茶の魅力をさらに知るために日本各地のお茶について学びじっくり味わうコーナー。講師は久保田美祈。
2020年4月23日から同年5月28日までは講師の久保田は中継で出演した。
2023年2月と2023年5月は1回も放送されなかった。
- 井上正大のココが味噌（月1回、2020年6月11日 - ）

2018年8月から2020年3月まで放送されていた「藤田玲の猫ひた味噌BOY」と同様、井上正大が日本の魅力を再発見するため、日本の伝統食品でもある味噌の世界を勉強する。講師は藤本智子。
2021年4月と2022年11月と2023年1月と2023年5月と2024年1月と2024年4月は1回も放送されなかった。
2023年8月と2024年5月は2回放送された。
2024年5月2日と2025年5月1日は井上が休みのため、「鎌苅健太のME SO HAPPY」として放送された。
- 井上正大 お悩み相談室（不定期、2020年4月16日 - ）

2016年9月28日から不定期で放送されている「猫ひた相談室」と同様に木曜MCの井上正大が視聴者の悩みに誠実誠意お答えするコーナー。
同コーナーのみ13時台に放送されている。
2022年11月15日は「出張！井上正大のお悩み相談室」として火曜日に放送され、視聴者と同日休みの火曜MC鎌苅の悩みに答えた。
2023年3月30日の放送では特別編として、スタジオに出演していない猫の手も借り隊の木曜ブルー白又敦と木曜イエロー木村魁希の悩みに誠実誠意お答えするコーナーとして放送された。また、同日のみMCコーナーの時間に放送された。
- 井上正大がやってみた（不定期、2023年5月11日 - ）

木曜MCの井上正大が溢れる好奇心とその行動力でやってみたものを紹介するコーナー。

### 猫の手も借り隊の企画

#### 月曜日
- 猫ひたマラソン部（不定期、2024年1月22日 - ）

月曜レッドの大矢剛康がマラソン大会に参加して番組をPRすると同時に、大矢自身の成長を促すコーナー。

#### 火曜日
- 奥谷知弘の陽のあたる窓辺のcafe（不定期月曜→水曜→火曜、2020年4月20日 - ）

2020年4月20日から2021年3月8日までは月曜で不定期に放送。2022年5月18日放送で水曜の借り隊コーナーとして復活。2024年6月4日から火曜で不定期に放送。
コーヒーソムリエの資格を持つ火曜レッド（月曜レッド→水曜レッド）奥谷が美味しいコーヒーの入れ方やコーヒーの基礎知識を教えるコーナー。
2023年6月14日と2024年6月25日はMCコーナーの時間に放送された。
- CHIHI’Sキッチン（2024年7月2日 - ）

お料理好きな火曜レッド奥谷知弘が潜入先や視聴者のみなさんからいただいたレシピを紹介する。
登山ロケなど奥谷が屋外で料理する時にやっていたロケ内企画「CHIHI’Sキッチン」がスタジオ内でのコーナーとして新たに始まった。

#### 水曜日
- ムシムシ昆虫ランド（不定期、2020年8月26日 - ）

昆虫に関する視聴者からのお便りを紹介、昆虫ハンターこと水曜グリーン牧田習（2023年度まで水曜ブルー）が答えるコーナー。
初回（2020年8月26日）と3回目（2021年4月7日）以降はスタジオから、2回目（2021年2月10日）はリモートにより放送された。
2023年7月5日など、まれにMCコーナーの時間に放送される。2024年6月26日はMCコーナーの時間と13時台と2回に分けて放送された。
- 至福の逸品 しらまシュラン（不定期、2024年4月17日 - ）

猫ひたの美食家である水曜ブルー白又敦が至福の逸品を堪能するコーナー。

#### 木曜日
- HIKARU's PAN WORLD（不定期、2021年6月10日 - ）

パンシェルジュ2級をもつ木曜イエロー大城光（2023年度までは木曜レッド）が溢れ出すパン愛でパンの魅力を伝えるコーナー。
2024年3月28日は大城の出演はなかったが、卒業するイエロー石川とグリーン双葉の進行で放送。
- 探検！発見！僕のパン（不定期、2024年8月8日 - ）

木曜イエロー大城光が気になっていた駅周辺のパン店を探検！発見！！するコーナー。
既にあるHIKARU's PAN WORLDとは別企画のパンコーナーで、こちらは大城のロケがメインである。
- 猫ネット（猫の手も借り隊）（不定期、2024年4月11日 - ）

2022年3月17日から2024年3月28日まで放送されていた「猫ネットしらまた」と同様、プレゼンターの木曜猫の手も借り隊が猫ひたに関わる色々な人・もの・事の魅力をお得に伝えるコーナー。
「猫ネットしらまた」では白又が毎回プレゼンターを務めていたが、2024年4月以降プレゼンターは木曜猫の手も借り隊が交代で行う。
#1 『猫ネットあさだ』(2024年4月11日)「2024年度 猫ひた木曜メンバー」
#2 『猫ネットタナカ』(2025年2月27日)「クライマックスバトル」

### 毎週放送されている企画

#### 火曜日
- かながわMIRAI（2020年 - ）

この街にうまれてよかった、と子どもたちが感じてくれるように 神奈川の未来が光に満ちていますように そんな願いと決意を込めて始まったキャンペーンを紹介する。
キャンペーンで配布しているはじめてばこを受け取った視聴者からの感想や、神奈川県の担当者、協賛企業の取り組みを紹介。
2021年11月から、前番組『ありがとッ!』で木曜日に放送されていた「まんまるマルタ」のコーナーに出演していた、まんまるマルタくんが月1回出演する。祝日放送となった2024年3月20日では、当コーナー以外にもまんまるマルタくんが出演した。
2023年2月28日はかながわMIRAIのテーマ曲発表（火曜MC鎌苅が参加）のため火曜日に放送された。
2020年度から2023年度までは水曜日に放送されていたが、2024年4月9日から火曜日に変更された。

### 不定期企画

#### ゲスト
宣伝をする。前番組『ありがとッ!』での「ゲストモノ」と同様の企画。事前アンケートを不定期で行なっている。
前番組『ありがとッ!』の「松本梨香のRicaちゃんハウス」で行われていたゲストのイベントなどのPRタイムをかけたゲーム対決も不定期で行なわれている。

#### 猫ひた相談室→（曜日MC）の猫ひた相談室（不定期、2016年9月28日 -　）
日替わりMCと猫の手も借り隊が視聴者の相談や悩みに答える。
前番組『ありがとッ!』での「金曜男子会」と同様の企画だが、「金曜男子会」ではテーマを設けて話し合っていた。
最初は水曜のみだったが、2016年12月から木曜、2017年4月から火曜でも行なわれるようになった。2017年11月から2018年5月までは木曜以外で、2018年6月からは全曜日で放送され、2019年10月23日を最後に放送がなかったが、2020年9月30日に約1年ぶりにコーナー復活となった。
2020年4月16日から木曜のみ「井上正大 お悩み相談室」として放送されている。
2021年6月17日の「井上正大のお茶の時間」内で「久保田美祈の茶悩み相談室」としてお茶の質問に答えるコーナーとして放送された。
2021年6月24日は「スベリー相談室 はやたくを添えて」として、2022年9月29日は「スベリー相談室 パンとしらたまを添えて」として、2023年8月17日は「スベリー相談室 DJ HIKARUを添えて」として、2024年5月30日は「スベリィ相談室 なにかを添えて」として木曜猫の手も借り隊の相談や悩みをスベリー・マーキュリーが答えるコーナーとして放送された。　
2021年8月から2023年2月までと2024年3月18日の月曜では、MCコーナーの時間に放送されていた。
2023年8月22日では、「鎌苅健太の猫ひた相談室」として、火曜ブルー植村の相談を火曜MC鎌苅が答えるコーナーとして放送され、2024年1月30日以降は視聴者の相談や悩みに答えている。
2024年6月24日は「村上幸平の猫ひた相談室」として、月曜MC村上と猫の手も借り隊がお悩みと愚痴に誠心誠意答えるコーナーとした放送された。なお、月曜に限りタイトルロゴにザリガニのイラストが付けられている。

#### やさしさヨコハマ発PAX NATURON(火曜日)
太陽油脂の製品を紹介する。
リポーターは前番組『ありがとッ!』の木曜レギュラーの佐々木依里。リポーターの佐々木は、普段はVTRでの出演だが、不定期で火曜ホワイトとしてスタジオに登場する。
2018年4月23日から火曜ブラック大矢剛康がリポーターを務めることになったが、引き続き佐々木も出演している。
2020年4月からリポーターが火曜ブラック大矢剛康から火曜パープル井深克彦に変更された。
2021年4月からは佐々木及び太陽油脂社員がスタジオ出演し、猫の手も借り隊の出演はなかったが、2021年8月放送分より太陽油脂社員の出演はなく、当日出演の借り隊がコーナーに参加している。

#### 猫ひた かにゃがわグルメ
猫の手も借り隊が神奈川県内のおすすめグルメを紹介する。
13時台に放送されているが、2023年10月3日はMCコーナーの時間に放送された。

#### スベリィ・マーキュリーのケンセィ・マーキュリー(月1回木曜日、2020年6月25日 - )
大井町 笑顔特派員で神奈川県南足柄市出身のスベリィ・マーキュリー（2024年1月にスベリー・マーキュリーから改名）が神奈川県西部の魅力的なモノ・ヒト・コトを紹介するコーナー。
コーナーの最後に木曜MC井上（2023年8月17日は木曜アシスタントの照井）がマルならロッキュー、バツならスベリーで判定をする。
このコーナーのみ、MCコーナーの時間に放送されている。
2020年7月9日からMC井上の判定がマル（ロッキュー）だった場合のみ、後日（主に翌月）木曜猫の手も借り隊の誰かが潜入リポートに行っているが、スベリー・マーキュリーが代打MCを務めた2023年8月17日のみ、以前バツ（スベリー）になった店も潜入リポートに行っている。
2021年1月から同年4月までと同年7月と同年8月と2022年3月と4月と2025年4月は1回も放送されなかった。
2023年8月17日はMC井上が欠席のため、スベリー・マーキュリーが代打MCを務めた。
2023年11月23日の祝日放送では、「スベリー・マーキュリーのケンセー・MINIマーキュリー」として13時台に放送された。
2024年2月15日からコーナー名が「スベリー・マーキュリーのケンセー・マーキュリー」から「スベリィ・マーキュリーのケンセィ・マーキュリー」に変更。
2024年3月28日は「スベリィ・マーキュリーのケンセィ・MiNi・マーキュリー」として通常より短縮バージョンとして放送された。

#### 月曜のにゃんこ（不定期月曜、2021年6月14日 -　）
2021年度・2022度は月曜MC細貝（2021年8月23日・10月4日はブルー曽田、2022年5月23日・2023年2月6日・3月20日は岡村アナウンサー）が愛してやまない猫の可愛さを伝える。
2023年度の4月は月曜MC鈴木は大喜利に参加し、岡村アナウンサーが進行していたが、2023年5月8日から「今日のにゃんこ大賞」を獲得した人が次回の進行を担当する。
前番組『ありがとッ!』の「リカゴロウが行く! まんまる元気!!」内で放送されていた「ウチのコ ひと言モノ申す!」と同様の企画だが、「ウチのコ ひと言モノ申す!」では視聴者からペットの写真を募集して、その時ペットが何を思っているのかをペットに代わって火曜レギュラーの松本梨香が伝えていたが、当コーナーでは出演者が飼っている猫の写真や視聴者から募集した猫の写真を使って日替わりMC以外の出演者が大喜利をする「にゃんこで大喜利」が放送されていた。
2022年5月9日から「にゃんこで大喜利」が「にゃんこの一言」に変更され、前番組『ありがとッ!』の「リカゴロウが行く! まんまる元気!!」内で放送されていた「ウチのコ ひと言モノ申す!」と同様に、出演者が飼っている猫の写真や視聴者から募集した猫の写真を見て、猫が何を言っているのかを回答する。
「にゃんこで大喜利」→「にゃんこの一言」で一番おもしろかった回答をした人にはにゃんとも素敵なプレゼントがもらえる。
同コーナーは主に13時台に放送されているが、不定期でMCコーナーの時間に放送される時もある。
2021年7月1日以降木曜日では、不定期で「木曜もにゃんこ」として放送されている。
「木曜もにゃんこ」では、当日スタジオに出演していない猫の手も借り隊の写真がお題に使われている。
2022年5月9日以降、月曜では「にゃんこの一言」に変更したが、木曜では2022年5月19日以降も引き続き「にゃんこで大喜利」として放送されている。
2022年7月4日では、MCの細貝とゲストのNON STYLE石田明が出演する舞台「蒲田行進曲完結編 銀ちゃんが逝く」のPRタイムをかけたゲーム対決として行われた。通常は個人戦だが、同日では、MCの細貝とゲストのNON STYLE石田vs猫の手も借り隊月曜レッド石渡と月曜グリーン岡田のチーム戦として行われ、チームごとにフリとオチをつけて回答する。岡村アナウンサーの独断と偏見で勝敗が決定する。なお、猫の手も借り隊月曜レッド石渡と月曜グリーン岡田が勝った場合は、MCの細貝とゲストのNON STYLE石田が出演する舞台「蒲田行進曲完結編 銀ちゃんが逝く」の鑑賞チケットがもらえる。
2023年2月6日は、代打MCで出演した水曜MC三上は大喜利に参加し、岡村アナウンサーが進行を担当した。
2023年3月20日の放送では、月曜MCの細貝は大喜利に参加し、岡村アナウンサーが進行を担当した。

#### 文具男子（不定期月曜、2023年5月8日 -　）
文具の最新グッズやおすすめアイテムなどを紹介するコーナー。
同コーナーは主に13時台に放送されているが、2024年1月22日は12:30、2024年5月27日はMCコーナーの時間に放送された。

#### 発掘！アイドルにゃんこ選手権（不定期水曜、2024年4月10日 - ）
猫の手も借り隊たちが神奈川県内で見つけた可愛い猫ちゃんを紹介するコーナー。
勝ち抜きバトルでアイドルにゃんこを発掘する。にゃんこプロデューサーのショーマにゃん（MC山本匠馬）に10週連続で選ばれると猫ひたアイドルにゃんこの称号が与えられる。
進行は猫の手も借り隊が交代で務めている。
2024年8月中は「発掘！アイドルアニマル選手権」として放送し、神奈川県内の動物園や水族館の飼育員さんが撮影に協力してもらい、かわいいアニマルを紹介した。

#### こぼれタネ（不定期水曜、2024年5月8日 -　）
潜入リポートの未公開シーンをこぼれタネとして紹介するコーナー。
水曜以外の曜日においてもVTRに収められなかったシーンを紹介するコーナーとして放送されることがある。

#### 猫ひた白書（不定期木曜、2024年8月29日 -　）
猫ひた出演者の思い出を絵日記にして発表、画力と共に出演者の様々な面を伝えるコーナー。　
放送日に出演している借り隊から1名進行役が選ばれる。
木曜イレギュラーとして出演するスベリィ・マーキュリーや放送日に出演した他曜日の借り隊も参加する。

#### 猫ひたファミ部（不定期火曜、2025年4月8日 -　）
ファミリーマートの耳寄り情報を猫ひたでいち早くお届けするコーナー。
当番組・ファミリーマート・JA全農かながわで共同開発した下記のコラボ商品が、神奈川県・埼玉県・千葉県・東京都のファミリーマート店舗にて期間限定で販売された。
①オランジュショコラ 　
②ベーグルサンド（湘南ゴールドゼリー）
③クロワッサンロール（湘南ゴールドゼリーのホイップ）

#### ガチンコ対決
横浜エフエム放送とテレビ神奈川の対決企画。前番組『ありがとッ!』でも不定期で放送していた。
前番組『ありがとッ!』と当番組での第1弾と第5弾では横浜エフエム放送で当該時間帯に放送される『E-ne!〜good for you〜』のレポーター穂積ユタカと猫の手も借り隊から1名（前番組『ありがとッ!』ではtvkアナウンサー）とのプレゼン対決だったが、当番組での第2弾と第3弾では視聴者が穂積と猫の手も借り隊から代表で1名の2人のリポートうち嘘のリポートを見破る対決だったが、当番組での第4弾では写真対決に変更された。当番組での第6弾では対決ではなく、穂積と木曜イエローの山下永玖の2人で箱根湯本温泉天成園で「見つけた!これぞ縁起物‼」をテーマに縁起物を紹介した。第7弾ではお絵描き対決に変更され、敗者の穂積には罰ゲームが実施された。
2020年度は対決となっていたが、コロナ禍のため対決は行われず、訪問した施設の紹介や交流企画として放送された。
2021年度、『E-ne!〜good for you〜』の終了とともに穂積が昼帯レポーターから外れたため、新たに『Kiss & Ride』でリポーターとなる龍口健太郎との対決企画となる。
2022年度のみリポーターが龍口健太郎から長友愛莉に変更された。また、当番組では2021年度までは13時台に放送されていたが、2022年度以降潜入リポートとして12時台に放送されている。
2023年度では4月3日は長友愛莉、7月5日は龍口健太郎がリポーターを担当した。
2024年度では4月23日は長友愛莉がリポーターを担当した。

### 過去の企画

#### ガーデンヒーリング
2016年4月から7月までの水曜日に放送。
横浜イングリッシュガーデンからガーデニングやイベントなどの最新情報を紹介する。前番組『ありがとッ!』でも行なわれていた。

#### クリエイトな人を探せ!
2016年4月から7月までの木曜日に放送。
クリエイトのお店と従業員を紹介する。リポーターは木曜イエローの佐伯亮。

#### IoT☆一番星 〜未来家電 私でも使えた!〜
2016年4月から12月までの火曜日に不定期で放送。
前番組『ありがとッ!』から継続。インターネットを活用した最新型の家電製品を紹介する。横浜市に本社を置くノジマ提供のコーナー。リポーターは夫婦のじかん。

#### 小林且弥のキューツとエクササイズ
2016年4月から2017年3月までの隔週火曜日（月2回）に放送。
しなやかな美尻を目指すエクササイズを紹介する。講師は竹田純。竹田は前番組『ありがとッ!』から続投。
アシスタント（生徒）はMCの小林且弥と猫の手も借り隊（レギュラー）から1名の2人だが、2016年10月25日から11月15日までは小林がギックリ腰のため、前番組『ありがとッ!』の「竹田純のHappyダンステリア」と同様に猫の手も借り隊から2人に変更された。
2016年6月と2017年3月のみ第3・第4火曜日の放送で、2016年12月は2週連続の放送。
2016年11月1日のみ12:05頃からの放送。
2017年3月28日をもって終了と同時に、前番組『ありがとッ!』から6年に渡って続いてきた竹田出演のコーナーも終了となった。
2018年9月11日と2019年6月11日に竹田がゲストで出演した。
2019年6月11日に同日限定で復活した。

#### 小林且弥のスムージースムージー
2016年4月12日 - 2017年3月14日までの火曜日に隔週→月1回放送。
小林且弥が考えたオリジナルのスムージーを紹介する。アシスタントは火曜レッドの和田雅成で、和田が欠席だった2016年5月17日と2017年1月17日は月曜レッドの蒼木陣、2016年9月6日はゲストで登場した月曜MCの八神蓮が務めた。
2016年10月から2017年3月までアドバイザーとして、美養サラダ研究家の宮前真樹が出演していた。
2016年12月以降は月1回の放送になっている。
2017年3月をもって一旦は終了したが、2017年12月以降不定期で放送されている。

#### 見つけた!ジモト☆一番星
2017年1月から3月までの火曜日に不定期で放送。
横浜市に本社を置くノジマ提供のコーナー。
「IoT☆一番星 〜未来家電 私でも使えた!〜」では、インターネットを活用した最新型の家電製品を紹介してきたが、このコーナーではノジマのすごすぎる人（店員）を紹介する。
リポーターは火曜ブルーの大矢剛康。
『1230アッと!!ハマランチョ』や『ありがとッ!』までの「コンさる☆一番星」の後継企画。

#### 大矢剛康の体操ですもの & 出張 大矢剛康の体操ですもの
2016年10月から2017年5月までの火曜日に放送。
火曜ブルーの大矢がお魚バッジを10個そろった豪華特典として与えられた冠コーナー。老若男女誰でもできる猫ひた体操を考案。
2016年10月から12月まで「小林且弥のキューツとエクササイズ」と同様にスタジオで猫ひた体操の1番のレクチャーが毎週行なわれていた。2017年3月26日に関内ホール 大ホールにて行なわれた「猫のひたいほどワイド 祝1周年感謝祭 〜出会えた奇跡乾杯〜」でも実施された。
2017年1月から「出張 大矢剛康の体操ですもの」として、スタジオを飛び出して神奈川県内のいろんな人にレクチャーをしていくコーナーになった。
2020年4月6日から6月4日まで「猫ひた体操」と火曜ブルーの大矢が考案した「猫ひた手洗い体操」をセットで毎日行っていた。

#### おしえて!やがみおうじ!
2016年8月8日から2017年までの月曜日に不定期で放送。
八神蓮が小学生以下の子供の悩み・疑問・質問に応える。
2016年9月12日から岡村調べとして、正解が発表されるようになった。

#### 目指せ満足度100% 竹内寿のそれ、ぼく やっときますよ‼
2017年5月から12月までの木曜日に放送。
木曜ブルーの竹内が、日々人手不足に悩んでいるイオン相模原ショッピングセンター内のお店に赴き、満足度100%を目指してお手伝いをするコーナー。最後に店員から満足度が何%であったか判定を受ける。

#### 藤田玲の猫ひた珈琲男子
2017年11月2日と2018年2月1日の木曜日に放送。
藤田玲がコーヒーの奥深い世界を勉強する。講師は日本一の焙煎士でいつか珈琲屋の近藤啓。
視聴者（番組サポーター）からのリクエストで、2017年11月2日にパイロット版が放送された。

#### 藤田玲のフランス男子
2016年4月から2018年3月8日までの木曜日に月1・2回で放送。
藤田玲がフランスの魅力を紹介する。前半はフランス菓子作りで、後半は気軽に使える一言フランス語講座。
2016年9月以降はフランス菓子作りのみで、2016年11月までは2週連続での放送。2016年9月以降の一言フランス語講座は不定期で13時台に放送していたが、現在は行なわれていない。
一言フランス語講座が、2018年6月21日からMCコーナーで「藤田玲のフランス語講座」として放送している。

#### 小林且弥のおいしソース
2017年4月4日から2018年3月27日までの火曜日に月1・2回で放送。
小林且弥がご飯やフランスパンなどにあうソースを作るコーナー。2017年5月まではテーマ食材が設けられていたが、6月以降はテーマ食材が設けられていない。美味しかった場合、おかわりをすることができる。前番組『ありがとッ!』の「山川恵里佳のごはんのおとも♥」と同様の企画である。
アシスタントは火曜レッドの石渡真修。
2017年5月と2017年10月のみ月に2回放送された。
初回の食材は2017年3月で終了した「小林且弥のスムージースムージー」の初回と同じ「のらぼう菜」である。

#### さがみはら探検隊
2016年4月から2018年3月までの水曜日に月1回で放送。
前番組『ありがとッ!』から継続。このコーナーでは神奈川県相模原市のおすすめスポットやイベント、アリオ橋本のお得な情報を紹介する。
テレビ神奈川のアナウンサーがリポーターを務めている。
このコーナーのみアリオ橋本が提供している。
前番組『ありがとッ!』から続いてきたが、2018年3月で終了し、2018年4月から「太田裕二の前略、相模原より」にリニューアルされた。

#### 千客万来!!CMクリエイター センス青木
2018年1月11日から6月14日までの木曜日に放送。
このコーナーではイオン相模原ショッピングセンターにより多くの人が訪れるようにするために木曜レッドの青木がイオン相模原ショッピングセンター内のお店のCMを作るコーナー。
木曜ブルー竹内の「目指せ満足度100% 竹内寿のそれ、ぼく やっときますよ‼」の後継コーナー。

#### ブラック企画
2018年10月15日と10月16日のみ放送。
猫の手も借り隊のブラックがさらなる可能性を探るため、様々なコーナーを試験的に実施する。
第1弾として「猫ひたニュース」をオマージュした「猫ひたニュース プラス」が放送された。

#### 小林且弥のワールドヘルシー
2018年5月29日から12月18日まで火曜日に不定期で放送。
小林且弥が「美」と「健康」をテーマに世界のちょっと変わったヘルシーを紹介・実践するコーナー。
火曜ブラックの大矢剛康がアシスタントを務める。

#### 八神蓮の料理する王子
2016年4月11日から2019年3月18日までの月曜日（2018年3月までは毎週で、2018年4月から月末以外）に放送。
八神蓮が料理の基本から応用まで幅広く教えてもらい実践するコーナー。月ごとにテーマが設けられている。講師は成松圭。

#### 八神蓮の料理する王子〜自立編〜
2018年4月23日 - 2019年3月25日までの月曜日（月末）に放送。
八神蓮が「八神蓮の料理する王子」で学んだ成果を、毎月のテーマに沿って、料理を振る舞う。
「八神蓮の料理する王子〜自立編〜」では、月曜レッドの石原がアシスタントを務めていたが、2018年11月26日から月曜レッドの石原と勅使河原一樹の2人でアシスタントを務めている。
このコーナーでは、前番組『ありがとッ!』火曜の山川恵里佳の料理コーナーと同様に、試食後に「八神蓮の料理する王子」の講師の成松（2018年6月25日はアシスタントの勅使河原）が、八神連の今日の料理のおいしさをお魚で評価する（最大3匹）。
コーナー最終回の2019年3月25日は「八神蓮の料理する王子〜卒業編〜」のタイトルで放送。

#### 久保田悠来のドSエクササイズ
2019年4月8日 - 6月24日と10月7日 - 11月25日までの月曜日に月2回放送。
普通に生活しながらできるエクササイズをみんなで習っていくコーナー。講師はMIC。
講師のMICがアメリカに帰国するため、 2019年6月24日でいったん終了したが、2019年9月30日の月曜ブルーの谷水の潜入リポートで再び登場し、2019年10月7日から11月25日までの期間限定でシーズン2として放送された。
2018年11月19日に当時の月曜レッドの石原が潜入リポートで行っていた。

#### 小林且弥のタピオカワールド
2019年7月2日 - 2020年2月4日までの火曜日に月1回放送。
小林且弥が考えたオリジナルのタピオカドリンクを紹介する。
2019年7月2日に作った「タピオカエスプレッソトニック」が期間限定でハーバーズ・ダイニングで販売された。

#### 小早川監督のYAKAWA'S DiRECTiON
2018年から2019年までの月曜日に不定期で放送。
2018年度では、月曜ブラックの小早川が監督として、当番組の新CMの制作過程を行っていた。
2019年5月20日からは小早川監督が先輩監督の映像作品から演出手法やカメラワークなどのテクニックを学んだことを紹介するコーナーにリニューアルし、YAKAWA'S EYEでは小早川の視点で紹介した作品の魅力を伝える。
2019年5月20日からの企画は、前番組『ありがとッ!』の「MOVIE&MOVIE」でも行なわれていた。

#### 永玖の部屋
2019年1月31日から2020年3月5日までの木曜日に不定期で放送された。
木曜イエローの山下永玖が、ゲストを呼びトークしていくコーナー。
#1(2019年1月31日) 三上真史
#2(2019年9月19日) 久保田悠来
#3(2020年2月6日) 三上真史
#4(2020年2月27日) 青木一馬
#5(2020年3月5日) 藤田玲・小林且弥

#### 小林且弥のス～ス～とストレッチ
2017年5月9日 - 2020年3月10日までの火曜日に月1～2回放送。
健康のために体を柔らかくするストレッチを紹介する。講師はプロレス団体「WRESTLE-1」の創設者で会長の武藤敬司と同団体所属レスラー1名。アシスタント講師歴代最長は2019年3月〜最終回まで務めたタナカ岩石(当時)現ZERO1の太嘉文である。
正式に開始したのは2017年5月9日からだが、2017年4月18日にパイロット版が放送された。
同コーナー終了と同時に、前番組『ありがとッ!』から9年にわたって続いてきた火曜の体を動かす(エクササイズ・ストレッチ）コーナーが終了した。

#### あぶない相談事務所
2019年1月8日 - 2020年3月10日までの火曜日に不定期での放送。
「小林且弥のス〜ス〜とストレッチ」の講師である武藤敬司と火曜MCの小林且弥が番組サポーター（視聴者）から送られてきたちょっと人には言い辛い相談ごとを話し合うコーナー。

#### 太田裕二の前略、相模原より
2018年4月11日 - 2020年3月11日までの水曜日に月1回放送。
前番組『ありがとッ!』から続いてきた「さがみはら探検隊」同様、神奈川県相模原市のおすすめスポットやイベント、アリオ橋本のお得な情報を紹介する。
このコーナーのみ「さがみはら探検隊」同様、アリオ橋本が提供している。
「さがみはら探検隊」では、テレビ神奈川のアナウンサーがリポーターを務めていたが、「太田裕二の前略、相模原より」では、水曜ブラックの太田裕二がリポーターを務めている。
2020年4月から「小早川俊輔の探してみたら？相模原」にリニューアルされた。

#### 藤田玲のフランス語講座
2018年6月21日 - 2020年2月13日までの木曜日に月1回放送。
藤田玲がすぐに使えるフランス語を紹介する。
藤田玲がフランス語を紹介した後に猫の手も借り隊が即興で考えたシチュエーションを披露する。

#### 藤田玲の猫ひた日本茶男子
2016年4月 - 2020年3月19日までの木曜日に月1～2回放送。
藤田玲が日本の魅力を再発見するため、日本茶の世界を勉強する。講師は久保田美祈。
前番組『ありがとッ！』の「日本茶で美しく」と同様の企画であり、講師の久保田は前番組『ありがとッ！』から続投。
2016年9月から11月まで「藤田玲のフランス男子」と2週交代での放送。
2018年3月1日までは「藤田玲のフランス男子」と隔週で放送していたが、2018年3月8日で「藤田玲のフランス男子」が終了したため2018年3月15日からほぼ毎週放送していた。2018年5月以降は不定期で別の企画を放送していたが、2018年8月から月2回になった。
2018年11月以降木曜MC藤田以外のMCが出演する時のみコーナー名が変更されている。
2020年4月9日から「井上正大のお茶の時間」にリニューアルされた。

#### 藤田玲の猫ひた味噌BOY
2018年8月23日 - 2020年3月5日までの木曜日に月1回放送。
藤田玲が日本の魅力を再発見するため、日本の伝統食品でもある味噌の世界を勉強する。
講師は藤本智子。2018年6月7日に「みそまるを作ろう!」としてパイロット版が放送された。
2020年6月11日から「井上正大のココが味噌」にリニューアルされた。

#### 久保田悠来のワイルドクッキング
2019年4月15日から2020年3月23日までの月曜日に放送。
2019年3月まで放送されていた「八神蓮の料理する王子」と同様、久保田悠来が料理の基本から応用まで幅広く教えてもらい実践するコーナー。
講師は齋藤浩。
「八神蓮の料理する王子〜自立編〜 」と同様に、不定期で自立編も放送されていた。
「久保田悠来のドSエクササイズ」がある月は月1～2回の放送で、ない月は毎週放送された。
当コーナー終了後、講師の齋藤浩は「松田悟志のSaving Cooking」の講師として出演している。

#### 井深克彦のイケメン大好き
2019年8月27日から2020年3月17日までの火曜日に月1～2回放送。
火曜パープルの井深が神奈川県内のイケメンを調査するコーナーである。
コーナーになる前の2019年8月20日に当時火曜イエローだった宮本の潜入リポートで行っていた。
2019年9月までは2019年10月からの新火曜ブルーになれそうな神奈川県内のイケメンを探すコーナーとして行っていた。
井深がスタジオに出演する時のみ放送される。
2020年3月30日から「井深克彦のイケメンホイホイ」にリニューアルされた。

#### ブラック谷水のおうちで脳トレ ルービックキューブ講座
2020年4月13日から同年7月6日まで月曜に不定期放送。
ブラック谷水の得意なルービックキューブの揃え方を初心者にも分かりやすく教えるコーナー。

#### 井深克彦のイケメンホイホイ
2020年3月31日から同年9月まで火曜に不定期放送。
2019年8月27日から2020年3月17日まで放送された「井深克彦のイケメン大好き」と同様に、火曜パープルの井深が神奈川県内のイケメンを調査するコーナーである。
今回から前番組『ありがとッ！』の「K'S MEITEN Survey」→「K'S MEITEN Survey 2nd」と同様に、取材したイケメンから次のイケメンを紹介してもらうことになった。

#### 谷水力のSWEET TALK TIME
2020年3月30日から2021年2月22日まで月曜日に月1～2回放送。
月曜ブラックの谷水の甘～いトークコーナー。
初回はMCの松田とイエローの曽田をゲストに迎えてのトークだった。
2020年8月17日から前番組の『ありがとッ！』の「金曜男子会」と同様にあるテーマについて話し合いコーナーで、コーナーの最後に月曜ブラックの谷水がまとめを行う。

#### 松田悟志のSaving Cooking
2020年4月6日から2021年3月1日まで月曜日に不定期放送。
松田悟志が手間・材料・お金を節約できる料理を教わり実践するコーナー。
講師は齋藤浩→奥谷知弘。
講師の齋藤浩は「久保田悠来のワイルドクッキング」から続投。
2020年4月27日から5月までは講師の齋藤は中継での出演に変更されていた。
2020年4月27日は、MCの松田が自宅から中継での出演のため、「岡村帆奈美のSaving Cooking」として放送された.
2020年6月29日以降、講師の齋藤に代わって月曜レッドの奥谷知弘が講師を務めている。

#### 小林且弥の精進します
2016年11月29日から2021年3月2日までの火曜日に月1～2回放送。
小林且弥が精進料理を作るコーナー。講師は園部曉美と中園五月。
2018年度までは火曜イエロー（山形匠→長田翔恩）がアシスタントを務めていたが、2019年度では大矢以外の猫の手も借り隊全員を1度アシスタントにしたいというプロデューサーの意向で週替わりでアシスタントを務めていたが、2020年度ではアシスタント制度が廃止された。
2017年4月のみ月に2回放送されたが、2018年8月以降「小林且弥のワールドヘルシー」が放送されない月は当コーナーが月2回放送されていた。
2018年10月は月3回放送された。
2020年5月以降、講師は1名のみで中継での出演に変更。
2021年1月は1回も放送されなかった。
2021年2月2日は「根岸佑輔の精進します」として、同年3月2日は「岡村帆奈美の精進します」として放送された。
2021年度以降は「鎌苅健太の精進します」として継続される。

#### 太田先生の漢字講座
2019年10月23日から2021年3月3日まで水曜に不定期（当初は月1回）放送。
水曜レッド（2018年4月から2020年3月までは水曜ブラック）の太田裕二が難しい漢字を楽しく覚えるコツを伝授するコーナー。

#### ナンドク地名教えましゅんすけ
2020年11月4日から2021年3月10日まで水曜に不定期で放送。
水曜ブラック小早川俊輔が読めそうで読めない神奈川県内の難読地名を特技のラップを使ってわかりやすくレクチャーするコーナー。

#### TOSHI TAKEUCHI プロダクツ
2017年9月28日から2021年3月11日まで木曜に不定期で放送。
木曜ブラックの竹内が様々なものを開発・実験するコーナーである。
2017年度では、2018年3月3日に行われた「猫のひたいほどワイド 祝2周年感謝祭 〜お雛様からの挑戦状〜」のグッズを紹介するコーナーだった。
2021年5月18日から「猫ひた実験室（ねこラボ）」にリニューアルされた。

#### 松田悟志のお手軽薬膳クッキング
2020年12月14日から2021年3月22日まで月曜日に月1回放送。
松田悟志が薬膳料理を作るコーナー。講師は齋藤菜々子。

#### 小林且弥のギュ～っとミラクルサンド
2020年3月31日から2021年3月23日まで火曜日に月1〜2回放送。
小林且弥がホットサンドメーカーを使って、ホットサンドのアレンジレシピを紹介する。
2021年2月16日は「井上正大のギュ～っとミラクルサンド」、3月9日は「三上真史のギュ〜っとミラクルサンド」、3月23日は「井深と大城をギュ〜っとミラクルサンド」として放送された。

#### ゆうじとまさしの猫ひた天気予報
2018年1月10日から2021年3月24日まで水曜日のtvkニュース後に放送。
2017年に気象予報士の資格を取得した水曜レッド（2018年4月から2020年3月までは水曜ブラック）の太田が気象情報を伝える。アシスタントとして水曜MCの三上がガーデニング情報も伝える。
このコーナーのみ外で行なわれている。
このコーナーの開始に伴い、水曜のみtvkニュースに天気予報が割愛となった。
2020年4月15日と同年5月13日、2021年3月3日は水曜レッドの太田がスタジオに不在のため、まさしとほなみの猫ひた天気予報として放送された。

#### 小早川俊輔の探してみたら？相模原
2020年4月15日から2021年2月10日まで水曜日に月1回放送。
前番組『ありがとッ!』から続いてきた「さがみはら探検隊」、「太田裕二の前略、相模原より」と同様に水曜ブラックの小早川が神奈川県相模原市のおすすめスポットやイベント、アリオ橋本のお得な情報を紹介する。
このコーナーのみ「さがみはら探検隊」、「太田裕二の前略、相模原より」と同様、アリオ橋本が提供している。

#### 猫の手も借り隊 みんなでやってみよう!
2017年4月3日から2021年3月18日まで、月曜から木曜の全曜日で放送。ただし祝日がある週はコーナー自体行われない。
猫の手も借り隊の4人（2018年3月までは3人）が協力して様々なことに挑戦するコーナー。月曜から木曜で同じテーマで行い、岡村アナが独断と偏見で一番良かった曜日に岡村ポイントがもらえる。
岡村ポイントを5ポイント集めた曜日は岡村アナからご褒美がもらえる。岡村ポイントを5ポイント集めた曜日が出た翌週から岡村ポイントがリセットされ、再び0からのスタートになる。
猫の手も借り隊が他の曜日より人数が少ない場合はMC（火曜のみパープルの井深）が参加することがある。
2018年4月2日から出演者の大幅な変更のため、お魚バッジと同様、岡村ポイントがリセットされ、再び0からのスタートになると同時、このコーナーのみ猫の手も借り隊のブラックも参加する。
2018年6月4日では、舞台の告知をかけて「舞台『ジョン万次郎』の みんなでやってみよう!」が行なわれた。
2018年4月に岡村ポイントがリセットされ、2018年6月末に月曜日が5ポイントを獲得したが、水曜日は岡村ポイントを1ポイントも獲得出来ずに終了した。
2018年9月19日では、水曜日の成績が他の曜日よりも悪いため、岡村帆奈美Presents「水曜メンバーの補習やってみよう」が行なわれた。
2020年3月25日のエンディングで、2020年3月16日から19日の週で岡村ポイントを5ポイント集めた水曜日に、感謝祭で優勝したチームに贈られるご褒美ロケを獲得した。
2020年5月11日から移動はなしとなった。
2020年4月28日から同年5月28日まで不定期で「リモートでやってみよう!」が放送されていた。
2020年8月31日から9月3日（9月1週目）において、どの曜日もお題（曜日MCが食べたいもの）に正解することができなかったため、岡村ポイント獲得なしという珍事が起きた。この結果、9月2週目も前週と同じお題でやることになった。
2020年10月19日から10月22日に行われた「セロハンテープコロコロ」では、10月22日の放送では木曜日が岡村ポイントを獲得したが、スタッフの審議により木曜日の放送終了後にビデオ判定した結果、木曜イエローの林は記録なし（コースの外のため実際は失格）、それ以外の猫の手も借り隊はルール違反があったため即失格となったため、10月26日の放送で、木曜日が獲得していた岡村ポイントが取り消しとなり、唯一記録が出ていた月曜日が岡村ポイントを獲得した。
2020年11月と12月の計4週は年末スペシャルと題して、この期間で岡村ポイントを1番多く集めた曜日にご褒美がもらえるルールに変更された。このため、再び0からのスタートになるが、2020年10月に獲得した岡村ポイントは、2021年に引き継がれた。
2021年1月から3月は「電話で対決」をテーマに、視聴者と猫の手も借り隊がゲームで勝負をする。前番組『ありがとッ！』で行われていた「ありがとッ!クイズ」と同様に視聴者からメール・FAXで参加を募集し、抽選で選ばれた方に直接電話し、視聴者が利した場合、番組からサポーターバッジが貰えるが、猫の手も借り隊が勝利した場合、岡村ポイントを獲得。2021年3月1日から18日では、視聴者と猫の手も借り隊が協力する形で行われた。2021年3月1日から11日では、視聴者は正解した数だけのサポーターバッジ（最大3～4個）が貰え、猫の手も借り隊は正解数のノルマをクリアした場合のみ岡村ポイント獲得のルールで行われた。2021年3月15日から18日では、視聴者が4択で正解した場合はサポーターバッジ1個・猫の手も借り隊も岡村ポイント1個獲得、フリー回答で正解した場合はサポーターバッジ2個・猫の手も借り隊も岡村ポイント2個獲得のルールで行われた。
2021年4月19日より「猫ひたスタジオでやってみよう」にリニューアルされたのと同時に、放送時間も13時台から12時45分ごろからの放送になった。

#### 細貝圭のMC道場
2021年4月12日から同年12月13日まで、月曜で不定期に放送。
MCの細貝圭のMCスキルを上げるため様々なことに挑戦するコーナー。

#### 圭のお掃除やってOK？
2021年4月12日から同年10月11日まで、月曜で不定期に放送。
お掃除王子細貝圭がお掃除の裏技テクニックやお役立ちアイテムなどを紹介するコーナー。
MCコーナーだが、このコーナーは13時台に放送されている。

#### 石渡真修のくちびる王子の部屋
2020年4月7日から2021年11月9日まで、火曜で不定期に放送。2022年9月26日からは『Liprinceの家』として放送されていた。2024年3月26日にも放送された。
綾瀬市のくちびる王子こと石渡真修（2020年度は火曜ブラック、2021年度と2024年3月は火曜レッド）がゲストを招いてトークするコーナー。
#1(2020年4月7日) 大矢剛康
#2(2020年6月16日)大城光
#3(2020年6月30日)大矢剛康
#4(2020年8月18日)梶田冬磨
#5(2020年9月1日)小林且弥
#6(2021年2月9日)井深克彦
#7(2021年6月22日)植村颯太
#8(2021年8月24日)鎌苅健太
#9(2021年11月9日)植村颯太
#10（2024年3月26日）火曜的猫ひた3大ニュース

#### 白又敦の調べたあつし
2021年11月11日と2022年2月10日のみ、木曜で放送。
木曜ブルー白又敦がみなさんが日々思っている色々な疑問を調べて結果をお伝えするコーナー。
主に木曜日の出演者の検証をしている。
#1(2021年11月11日) 大城光 「1度行ったことことのあるお店のパンを本当に忘れないのか？」
#2(2022年2月10日) 井上正大　「愛飲している『さえみどり』（お茶）を利き茶できるのか？」

#### 猫ひた実験室（ねこラボ）
2021年5月18日から2022年3月29日まで火曜で不定期に放送。
岡村帆奈美研究員が新コーナーのアイデアを実際にやって、コーナーとして成立するのかを検証する。
2022年3月29日に2021年6月15日以来、約9ヶ月ぶりに放送された。
2017年9月28日から2021年3月11日まで木曜に不定期で放送されていた「TOSHI TAKEUCHI プロダクツ」と同様の企画である。

#### 健康!歯っピーライフ
月に1回、月曜日の13時台に放送。
前番組『ありがとッ!』からの継続コーナー。このコーナー自体は『TVグラフィック おしゃべりトマト』時代から続く長寿コーナーであった。
現役の歯科医が登場し、健康に深く関わる「お口」のケアについて詳しく紹介する。
月曜はこのコーナーに限りサンスターがスポンサーに就いており、MCの八神→久保田もコーナー前にその旨を説明している。
2018年4月から前番組『ありがとッ!』から継続している唯一のコーナーであったが、2022年3月28日をもって当番組内での放送は終了し、同年4月以降は神奈川県歯科医師会のYouTubeチャンネルにおいて配信されている。
2020年3月30日と同年6月22日ではMCに代わって岡村アナが担当した。同年7月以降の放送は全て岡村アナが担当していた。

#### 朝田淳弥の朝準！
2021年10月7日から2021年12月9日まで木曜、2022年4月4日から同年5月9日まで月曜で不定期に放送。
木曜グリーン（2021年度）→月曜ブルー（2022年度）朝田淳弥の朝活を通して、朝の準備（朝準）を紹介するコーナー。
2021年10月7日から同年12月9日までは木曜で不定期に放送されていた。
2022年4月4日から月曜の借り隊企画として放送されていたが、2022年5月9日の放送で「朝田淳弥の朝準！」から「気ままに淳さんぽ」に変更した。

#### おうちでWE CAMP!
2021年11月1日から2023年2月27日まで月曜で不定期に放送。
MCの細貝圭がおうち時間でキャンプ気分を味わえるお手軽キャンプ飯を紹介するコーナー。
MCコーナーだが、このコーナーは13時台に放送されているが、2021年12月20日のみ12時台に放送された。
他の料理コーナー同様スタジオの防災の観点からIHコンロを使用しているが、2021年12月20日放送ではMBC1階特設スタジオからの放送であったため、ガスコンロによる調理が行われた。
このコーナーのみ試食する前に出演者全員で歌を歌って、猫ひた手洗い体操のVTRを流した後に試食をする。

#### K's English lesson
2022年5月16日から2023年3月6日まで月曜で不定期に放送。
MCの細貝圭が人気ドラマやアニメの名シーンを英語で教えるコーナー。
lesson1(2022年5月16日) 『101回目のプロポーズ』
lesson2(2022年5月30日)『半沢直樹』
lesson3(2022年6月6日)『花より男子』
lesson4(2022年6月27日)『水戸黄門』
lesson5(2022年8月8日)『ROOKIES』
lesson6(2022年8月29日)『踊る大捜査線』
lesson7(2022年10月3日)『美少女戦士セーラームーン』
lesson8(2022年10月24日)『スラムダンク』
lesson9(2022年11月7日)『あすなろ白書』
lesson10(2022年11月28日)『タッチ』
lesson11（2023年3月6日）『名探偵コナン』

#### 猫ひた手洗い体操
2020年4月6日から2022年度まで不定期に放送。
火曜ブルーの大矢が考案した「猫ひた手洗い体操」を出演者が実演する。
2020年5月までは「猫ひた体操」とセットで行われていたが、6月以降MCコーナーや潜入リポートでの試食の前に放送されていた。
2021年度・2022年度の猫の手も借り隊による「猫ひた手洗い体操」が順次放送されている。
tvk内のCMやYouTubeでは、2020年度の借り隊のうち卒業しなかったメンバーの旧バージョンが放送または配信されている。

#### 気ままに淳さんぽ
2022年5月9日から2022年度までの月曜日に不定期で放送。
月曜ブルー朝田淳弥が街中を気ままに散歩し、出会ったこと・モノ・人に触れ合い新たな自分を再発見するコーナー。

#### Liprinceの家
2022年9月26日から2023年3月20日までの月曜日に不定期で放送。
2020年4月7日から2021年11月9日まで、火曜日で不定期で放送されていた『石渡真修のくちびる王子の部屋』と同様、真修王子の家に素敵なゲストを招いてトークするコーナー。
#1(2022年9月26日) 古谷大和
#2(2022年10月3日)早瀬圭人
#3(2022年10月31日)岡田翔大郎
#4(2023年3月20日)細貝圭

#### 勝吾の一言モノ申す！
2023年4月17日 - 2023年6月5日までの月曜日に放送。#4以降は文具男子がメインのMCコーナーとなった。
MCの鈴木勝吾が最近気になっている話題やモノなどを独自の観点で解説し一言モノ申すコーナー。
#1(2023年4月17日) チャットGPT
#2(2023年4月24日)モーダルシフト
#3(2023年5月22日)ダイナミックプライシング
#4(2023年6月5日)MaaS（マース）

#### 相模人形芝居 極
2022年5月30日 - 2024年3月までの月曜日に不定期で放送。
2021年度の潜入リポートで当時月曜イエロー早瀬圭人が挑戦した相模人形芝居を1年かけて極めていくコーナー。
2022年5月30日から2023年3月までは「早瀬圭人の相模人形芝居 極」として放送されていた。
2023年6月26日からは「岡田翔大郎の相模人形芝居 極」として放送されている。2023年5月22日のみ月曜グリーン岡田翔大郎の潜入リポートとして放送された。

#### 岡田画伯のできるかな⁉
2023年6月5日 - 2024年3月までの月曜日に不定期で放送。
画伯である月曜グリーン岡田翔大朗が出演者から出されるお題の絵を生放送中に描いてもらい、みんなで鑑賞するコーナー。
BGMに『できるかな』（NHK教育テレビジョン）のオープニング曲が使われている。
2023年6月12日から、絵を描き終わった後にモニターにお題のイメージ（見本）が表示されるようになった。

#### 突撃！まちの声知り隊！
2022年6月1日から2022年度までの水曜日に不定期で放送。
猫の手も借り隊（2022年6月1日のみスタッフ）が主に潜入リポートのロケ先でテーマを設けて、県民にインタビューをするコーナー。

#### MeseMoa.のROAD TO 横浜アリーナ
2023年4月26日から2023年12月20日までの水曜日に月1回放送。
元猫の手も借り隊の今川碧海が所属しているボーイズグループMeseMoa.が2023年12月8日に開催予定の横浜アリーナ公演の成功に向けて、新たな能力を手に入れるため、現役猫の手も借り隊が教官としてMeseMoa.が修業するコーナー。　

#### 三上真史の猫ひたガーデニング部
2016年4月の放送開始から続くMCコーナーで、2024年3月27日まで放送。
三上真史が猫ひたガーデニング部・部長として、カーデニングの魅力を紹介しながら、季節の草花の紹介・寄せ植え・フラワーアレンジメントを実演する。アシスタントは猫の手も借り隊や副部長の岡村が交代で務めていたが、2021年度以降廃止となった。
番組サポーター（視聴者）から「私の大切なひと鉢」としてお花の写真を募集している。採用されると猫ひたガーデニング部バッジがもらえる。猫ひたガーデニング部バッジはピンクと緑の2色あるが、もらえるのは1色のみである。
2018年6月と2020年6月にガーデニング部バッジのデザインが変更された。
2023年5月は1回も放送されなかった。
「三上真史のポイポイポイント塾」が放送される週は当コーナーは放送されないが、2023年3月29日は当コーナーも放送された。

#### 三上真史のポイポイポイント塾
2016年9月14日 - 2024年3月13日までの水曜日に月1回放送。
ポイントカードのお得な情報を分かりやすく紹介する。講師は菊地崇仁。
2022年度では、同日に取り上げた情報を水曜の猫の手も借り隊の1人が実践するVTRも不定期で放送されている。
2023年4月・2024年1月は1回も放送されなかった。
2023年9月13日と2024年2月21日は講師の菊地不在で放送された。
2025年5月21日から「山本匠馬のポイポイポイント塾」として１年ぶりに復活した。

#### ENJOY！ボタニカルライフ
2023年4月26日 - 2024年3月までの水曜日に月1回放送。
街のお花屋さんからセレクトしていただいたイチオシのお花でフラワーアレンジメントを三上真史が作るコーナー。
2023年4月19日放送の猫ひたガーデニング部終わりに新コーナーとして翌週より放送されると発表された。
2024年3月27日の放送でセットのフラワーアレジメント担当はゲストとして出演し三上と競演の予定があった。

#### 早瀬圭人の極めろ伝統芸能！
2023年5月10日 - 2024年3月までの水曜日に月1回放送。
2021年度の相模人形芝居、2022年度の相模里神楽に続き、水曜イエロー早瀬圭人が伝統芸能に挑戦するコーナー。
2023年度は琉球芸能のエイサーと書道に挑戦する様子を伝える。

#### 猫ネットしらまた
2022年3月17日 - 2024年3月28日までの木曜日に不定期で放送。
プレゼンターの木曜ブルー白又敦が猫ひたに関わる色々な人・もの・事の魅力をお得に伝えるコーナー。
2024年3月28日は白又の出演はなかったが、卒業するイエロー石川とグリーン双葉の進行で放送。
木曜ブルー白又敦が2024年4月から水曜に異動に伴い、2024年4月11日から「猫ネットあさだ」として放送されている。
#1(2022年3月17日) 奥谷知弘・林拓磨
#2(2022年4月14日) 木村魁希　
#3(2022年6月9日) 照井七瀬
#4(2022年10月6日)猫ひた初の朗読劇「銀岩塩×猫のひたいほどワイド READING STAGE『土砂降りの森よおしえて僕の膝に住んでいた銀色の猫のゆくえ』」
#5(2022年11月17日)スベリー・マーキュリー
#6(2022年12月1日)久保田美祈
#7(2023年3月2日)「猫のひたいほどワイド祝7周年感謝祭 〜激動のうねり/信念の鼓動〜」
#8(2023年6月22日)石川悠人
#9(2023年6月29日)双葉小太郎
#10(2023年11月30日)「猫のひたいほどワイド オンラインくじ」
#11(2024年2月29日)「クライマックスバトル」
#12（2024年3月28日）「木曜日の自己紹介」

#### 山本匠馬の怖い話
2024年8月7日 - 8月28日に放送された夏休み限定の水曜MCコーナー。
神奈川県内に縁がある怪談話を水曜MC山本匠馬が紹介する。
＃1（2024年8月7日）平塚のお菊さん
＃2（2024年8月14日）鎌倉の怨念
＃3（2024年8月21日）目久尻川のカッパ
＃4（2024年8月28日）箱根のお玉ヶ池

#### 木村魁希のKICK OFF！ブラサカ
2023年8月28日から2025年3月3日までの月曜日に不定期で放送。
月曜イエローの木村魁希が潜入リポートでお世話になっている県内唯一のブラインドサッカーチームのbuen cambio yokohamaを応援し魅力を伝えるコーナー。

#### 猫ひたアートバトル
2023年9月11日から2025年3月24日までの月曜日に不定期で放送。
月曜メンバーで誰が1番ロックでアーティスティック競うアートバトルで、月曜イエローの木村魁希が2023年9月11日放送の潜入リポート「即興アートバトル 筆ロック」がもとになった企画である。即興で出されたお題に対して月曜メンバーが1分間で作品を作る。判定は月曜イエローの木村（2022年2月19日のみ岡村アナ）がおこなう。2回目の放送となった2023年9月18日の祝日放送では、観覧の人がお題を決めた。
2023年11月2日以降木曜に不定期で「猫ひたアートバトル in Thu」として放送されている。
2024年3月5日は火曜日で「猫ひたアートバトル in Tuesday」として放送された。
2024年9月9日の放送以降、「村上幸平の猫ひた相談室」と同様、タイトルロゴにザリガニのイラストが追加された。

## 制作スタッフ
●は、前番組の『ありがとッ!』から続投または、担当したことがある。
- TD/橋場一郎
- SW/木藤和久、宇田川隆治、藤井梨絵、後村武
- カメラ/氏家康二●、小原崇資
- TK/藤本めぐみ
- VE/太刀野彩、陳敬中、佐藤康伸、若林稜、山崎生一
- 音声/永井秀明●、下之薗元章●、勝又理行、渡邉学
- 効果/原崎達也●、伊藤瑞基、井上槙吾、田村風馬
- 照明/fmt
- 美術/尾﨑充彰、高津まさき
- web/佐藤愛佳
- 広報/船越莉加
- フリップ/船越由佳子●
- メイク/TCAH東京美髪芸術学院、Ash
- 大道具/SAMURAI●
- CG/K'S Advanced DATA●
- チーフディレクター/井上貴詞、久保田啓介、目黒佳●、福井崇理
- ディレクター/飯塚健一郎、川崎雄太、森千絵里、蔭山七海、清水一央
- アシスタントプロデューサー/倉橋葉奈
- プロデューサー/門馬遥香
- エグゼクティブプロデューサー/福原直樹
- 企画・総合演出・チーフプロデューサー/渡辺史門
- 制作著作/テレビ神奈川

## ネット局
- テレビ神奈川など一部ネット局では時刻表示を行っているが、番組送出ではなく各局別の送出となっている。

| 放送対象地域 | 放送局                                          | 系列                            | 放送曜日・時間            | 放送時期       | 備考 |
| ------------ | ----------------------------------------------- | ------------------------------- | ------------------------- | -------------- | --- |
| 神奈川県     | テレビ神奈川（tvk） 猫のひたいほどワイド 製作局 | 独立協 （首都圏トライアングル） | 月 - 木曜日 12:00 - 13:30 | 2016年4月4日 - | 再放送は月 - 木曜日 22:00 - 22:55                                                                                      |
| 埼玉県       | テレビ埼玉（TVS）                               | 独立協 （首都圏トライアングル） | 月 - 木曜日 12:00 - 12:30 | 2016年4月4日 - | |
| 千葉県       | 千葉テレビ放送（CTC）                           | 独立協 （首都圏トライアングル） | 月 - 木曜日 12:00 - 12:30 | 2016年4月4日 - | テレビ傍聴席（千葉県議会中継）放送日は、通常午前中に放送する演歌番組などを振り替える都合上、ネット取り止めの場合あり。 |

| 放送対象地域 | 放送局                                  | 系列   | 放送曜日・時間       | 放送時期                     | 備考                   |
| ------------ | --------------------------------------- | ------ | -------------------- | ---------------------------- | ---------------------- |
| 神奈川県     | テレビ神奈川（tvk） 猫ひたプラス 製作局 | 独立協 | 金曜日 12:00 - 12:15 | 2017年4月7日 - 2018年9月28日 | この番組のみ収録番組。 |